# Biserica de lemn din Buteasa

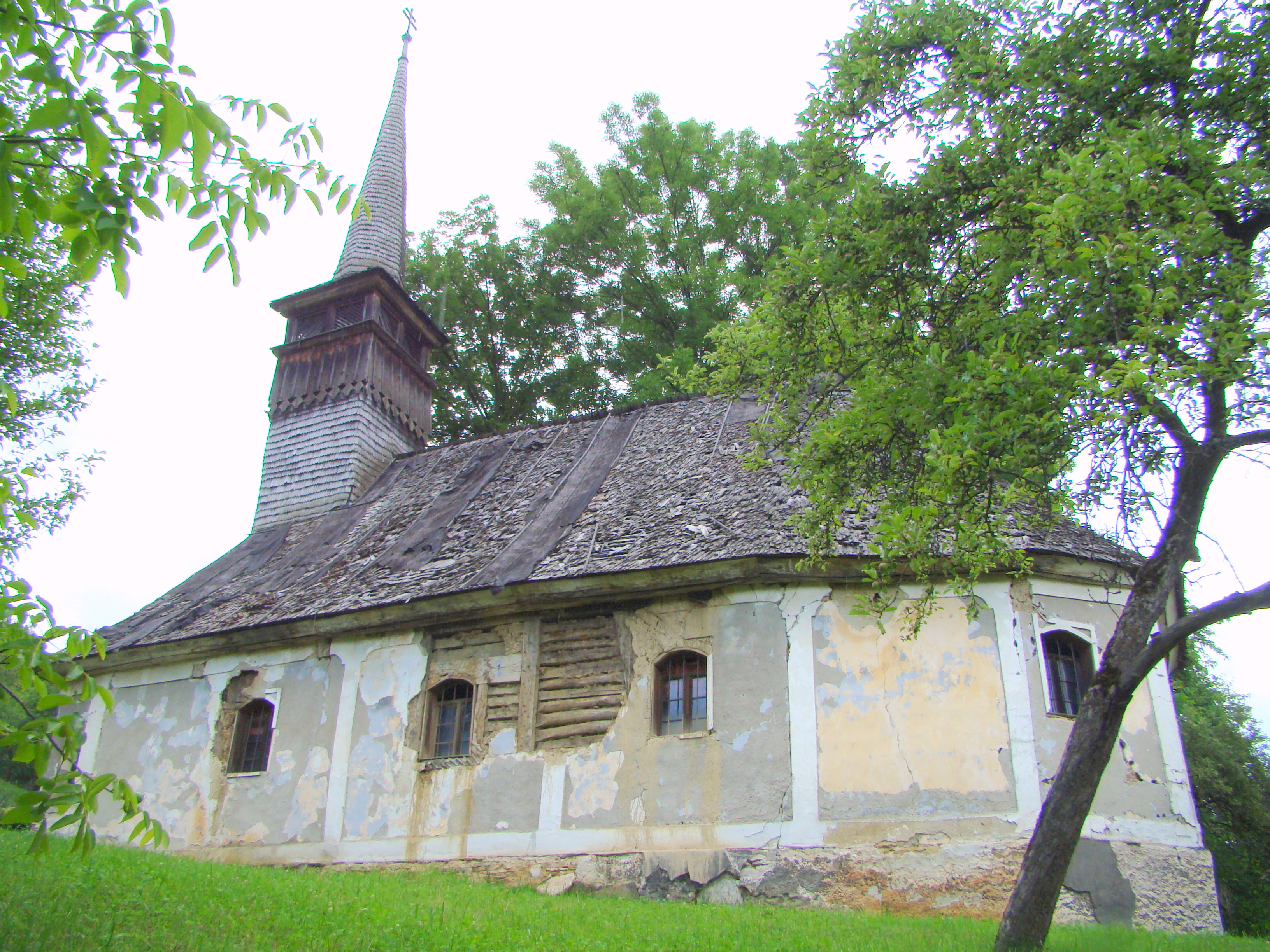
Biserica (sud-est)

Biserica de lemn din Buteasa, oraș Șomcuta Mare, județul Maramureș datează din anul 1800 . Lăcașul are hramul „Sfinții Arhangheli Mihail și Gavriil” și figurează pe lista monumentelor istorice, cod LMI MM-II-m-B-04532. Biserica se află în cea mai avansată stare de degradare dintre toate bisericile de lemn maramureșene, sunt extrem de afectate acoperișul și structura de rezistență, și necesită reparații urgente.

## Prima biserică a satului Buteasa „în Pustă”
Memoria colectivă păstrează amintirea amplasamentului satului Buteasa și a bisericii sale „în Pustă” la nici 3 km de Cetatea Chioarului. În secolul al XV-lea, când datează prima atestare documentară a satului Buteasa (în anul 1424), Cetatea Chioarului era în plin proces de dezvoltare ca fortăreață de importanță strategică pentru Regatul Maghiar. Satul s-a dezvoltat prin stabilirea cât mai aproape de cetate a familiilor celor care îndeplineau acolo diverse servicii domestice sau asigurau straja și corpul militar. Fiind subordonat direct Cetății Chioarului pentru că asigura aceste servicii, satul Buteasa era scutit de dări.
Aflat atât de aproape de Cetatea Chioarului, satul Buteasa a avut istoria intricată cu cea a cetății, nu doar pe timp de pace ci și în perioadele grele de lupte sub zidurile cetății. Urbariul întocmit pe domeniul Chioar consemnează satul Buteasa pustiit de turcii din tabăra militară stabilită lângă sat în timpul asediului cetății în 1565. Satul a renăscut din cenușă în ultimele decade ale secolului al XVI-lea, după care în secolul al XVII-lea a urmat o perioadă de prosperitate care a culminat cu valul de înnobilări în perioada 1663-1689. Nu e de mirare că în anul 1680 a fost construită (sau reconstruită) o biserică în Buteasa, cu hramul ”Adormirea Maicii Domnului” după cum apare menționat în Șematismul din 1900. Este posibil ca fragmente din această biserică să se păstreze în actuala biserică (vezi datarea dendrocronologică a căpriorului pictat).

## A doua biserică a satului Buteasa ”în poiană la Alunaș”
În anul 1718, după Răscoala lui Rákoczi, a fost demantelată Cetatea Chioarului, folosită anterior ca bază strategică de curuții lui Francisc Rákóczi al II-lea. Imperialii au decis eliminarea cetății din sistemul militare al Transilvaniei și astfel zidurile groase de piatră au fost aruncate în aer sub comanda generalului Jean Rabutin.
Urmează schimbări dramatice în viața satului Buteasa. După o perioadă de 300 de ani în care conexiunile satului erau preponderent orientate către cetate, iată că domeniul de activitate al sătenilor a dispărut într-un timp extrem de scurt și într-un mod dramatic, sub ghiulele de tun. Rămas fără obiectul activităților zilnice, dar foarte expus pe culmea dealului Costii, în ”Pustă”, și fără protecția cetății, satul roiește într-o zonă protejată din punct de vedere geografic, aflată în preajma unui izvor, și bine împădurită – soluție ideală pentru oferta bogată de materie primă pentru construirea de noi case din lemn. 
Memoria colectivă păstrează frânturi din perioada mutării satului. Iată ce spune Ioan Miclea din Buteasa, intervievat de Ioana Nechita, referitor la motivul mutării satului:
„O vinit de-acolo și acolo o bântuit barbarii, viné barbarii: hunii, goții, ce-știu câte, și-api viné așe de pustié și lua tăt ce era, viné călări așe cu duiumu. Ș-api aprindé satile și ducé ș-api oaminii o fujit și s-o ascuns p-aici pân pădure și și-o făcut (case)”
Același localnic ne oferă imaginea noului amplasament al satului Buteasa ”în Poiană la Alunaș” (denumit și ”la Samoilești”) :
„Aici o fo’ pădure păstă tăt [...] o tăt tăiet oaminii pădure, și de acolé o apărut satu’ Buteasa încât-ui.”
Astfel, după 150 de ani de la refacerea satului ce a urmat pustiirilor turcești din a doua jumătate a secolului al XVI-lea, satul Buteasa renaște pentru a doua oară, pe teren virgin de data asta, pe actualul său amplasament, în ”poiană la Alunaș”, în primele decade ale secolului al XVIII. 
În anul următor demantelării Cetății Chioarului, în 1719 este consemnată acțiunea preotului din Buteasa care participă împreună cu preoții nobili din Coaș, Ciolt, Finteușu Mic, Mireș, Șomcuta Mare, Glod, Prislop și alte sate, la modificarea statutului pământul arendat de la Fisc în ”sesii bisericești”, cu scopul scutirii de dijmă și alte dări. Probabil că preotul din Buteasa pregătea amplasarea unei noi biserici (sau poate reamplasarea vechii biserici ”din Pustă”), despre care știm că în anul 1733 era deja consemnată în documente, cu 2 preoți uniți: popa Todor și popa Vasilie.
Dat fiind că biserica nu apare în harta militară iozefină (1769-1773), s-ar putea deduce că biserica era modestă și poate că nu avea nici turn, pentru că doar cu aparența unei case obișnuite ar fi putut să scape neobservată de topografii austrieci în timpul măsurătorilor făcute pe teren. Nu ar fi de mirare ca după 300 de ani în care au stat în văzul lumii și în calea conflictelor militare de la baza Cetății Chioarului, buteștenii au dorit anonimatul. 
Perioada 1770-1780 pare să fie o nouă perioadă de pace și bunăstare pentru satul Buteasa renăscut pe actualul amplasament: se știe că în această perioadă a activat aici zugravul Petre Diacul din Preluca, pictor de icoane și muralist activ între 1755 și 1800, adus cu efort logistic și financiar de comunitatea din Buteasa. Nu știm dacă Petre Diacul din Preluca a pictat interiorul bisericii sau doar câteva icoane precum cele păstrate la Muzeul de Artă din Baia Mare.

## A treia biserică a satului Buteasa
În 1839, Ioan Lemeni episcop român unit al Episcopiei de Făgăraș și Alba Iulia ajunge la Buteasa în timpul vizitațiilor canonice întreprinse în bisericile din dieceza sa, și semnează hrisovul de sfințire al bisericii. Ținând cont de cercetarea dendrocronologică a elementelor de lemn din absida altarului, datate la 1802, și de semnele de mutare încrustate pe aceste elemente de lemn, putem construi un scenariu posibil: în prima parte a secolului al XIX-lea, buteștenii au ridicat o biserică folosind material lemnos tăiat în 1802, sfințită de episcopul Ioan Lemeni în anul 1839. 
În memoria colectivă a satului s-a păstrat ideea bisericii mutate din Prislop. Până acum nu a fost găsit nici un indiciu care să confirme acestă ipoteză. Datele cunoscute despre relația dintre Buteasa și Prislop se reduc la vânzarea de material lemnos din pădurile seculare ale satului Buteasa către satul Prislop.
Memoria colectivă a satului păstrează câteva secvențe despre construirea bisericii, consemnate de Ioana Nechita: Gliga Vasile își amintește din spusele bătrânilor cum au fost aduse dalele de piatră în biserică: 
„Să zâce că o fost un bocotan care o adus cu caru’ și cu boii, că atunci nu erau tractore, o lespede de piatră tare mare. O crezut că nime nu mai aduce așa de mare. Și o vini unu, așe mai sărac, și o adus una și mai mare, numa ca să îi facă în ciudă.”( Gliga Vasile, Buteasa, 67 de ani)
Același informator își amintește cum a văzut în podul bisericii o bârnă de lemn care ieșea din tipar, aceasta păstrând fragmente dintr-o pictură anterioară: 
„Era niște dunji pă lemnu acela. Una era galbână, una era cu roșu, una cu albastru.”( Gliga Vasile, Buteasa, 67 de ani)

## A patra biserică a satului Buteasa, varianta actuală
La finele secolului al XIX-lea buteștenii ridică o biserică nouă, mare și modernă. Informațiile documentare sunt contradictorii: 
- inventarul Parohiei Buteasa din 30 ianuarie 1949 consemnează anul 1878 ca fiind anul construirii bisericii: 
„biserică de lemn, construită în 1878, acoperită cu șindrilă, stare de conservare mediocră, suprafața măsurată la temelie în mp 120, înălțime până la acoperiș în ml: 3, prețul de construire în mp în lei stabilizați 15.000 lei, valoare coprului sau dependinței în lei stabilizați: 900.000.”
- Șematismul de la 1900menționează anul 1898 ca anul renovării bisericii din Buteasa.
Însă datarea dendrocronologică a materialului lemnos din naos, pronaos, acoperiș și turn clarifică perioada consturirii bisericii din Buteasa, precizând clar anul în care au fost doborâți arborii folosiți în structura sa: 1884.
Nu știm de ce la nici 50 de ani de la sfințirea bisericii amplasate ”în poiană la Alunaș”, credincioșii din Buteasa construiesc o biserică nouă, mare și modernă. 
Rămâne de cercetat dacă acest eveniment din viața bisericească a satului este legat de episcopul Ioan Vancea de Buteasa is a care a ocupat scaunul episcopal în perioada 1865-1890, timp în care în Buteasa a fost construită această biserică, mai mare, mai spațioasă și mai luminoasă decât cea anterioară. Episcopul Ioan Vancea este descendent al unei familii cu rădăcini în Oncești (Țara Maramureșului), înnobilată în Buteasa în anul 1638. Este cunoscut pentru donațiile sale din ”caseta personală” pentru zidiri de biserici noi, sau pentru reparații ale bisericilor din comunitățile sărace. 
Biserica a fost ridicată în sistemul constructiv ”în căței” și reprezintă un caz unic pentru bisericile din Țara Chioarului. Acest sistem constructiv este conceput în așa fel încât să permită folosirea de elemente de lemn debitate din arbori tineri cu trunchiuri relativ subțiri. Doar pentru turn și pentru potici au fost căutate trunchiuri cu secțiune mare. Se pare că defrișările pădurilor seculare au fost masive în acești 130 de ani din moment ce tocmai pentru biserica satului nu s-au mai găsit stejari cu bătrâni cu diametre mari care să permită folosirea sistemului constructiv tipic bisericilor românești, în bârne încheiate și neferecate. Pentru altar au folosit lemne reciclate de la o biserică mai veche, probabil cea sfințită de episcopul Ioan Lemeni. Structura șarpantei a fost completată cu acele câteva elemente de lemn datate la ~1702, pe care le bănuim a fi aparținut bisericii din ”Pustă”. Cercetări viitoare ar putea completa și consolida istoricul fragmentat al bisericii din Buteasa.
Construirea absidei altarului cu elemente de lemn refolosit nu are nici o logică dacă nu ne gândim că sătenii au vrut să păstreze fragmente din vechea lor biserică, în spațiul sacru al noii biserici adică în absida altarului. Așadar reciclarea materialului lemnos al vechii biserici din Buteasa, în absida altarului, este o dovadă neasemuit de frumoasă a modului în care comunitatea locală de la acea vreme a dorit să păstreze suflul pios al străbunilor înglobând elemente din vechea biserică, în spațiul sacru a noii biserici. O dovadă de respect pentru moștenirea strămoșească și un minunat exemplu pentru generațiile de azi.
La câțiva ani după ridicarea bisericii interiorul a fost îmbogățit cu pictură pe pânză, formată din imagini mari fixate pe bolta naosului. O pictură de bună calitate, cu scene mari, pline de dinamism și culoare. Ceretătorul Andrei Gheorghe Latiș is a notează în 1967 că biserica din Buteasa ar fi fost pictată de pictorul Korpaty I. Informația nu este justificată de documente, ba chiar este contradictorie cu informația notată de același cercetător, referitoare la biserica din Codrul Butesii care ar fi fost pictată de același pictor – informație contradictorie pentru că stilul picturilor celor 2 biserici este foarte diferit.
În dosarul: „Rațiunile bisericilor din Buteasa și Durușa din anul 1904” este menționată plata către pictorul Ioan Pop din Șomcuta Mare,  care a făcut și lucrări de reparații locale, care a curățat, pictat în biserică: 
„14 Maiu – Pictorului din Șomcuta Mare pentru pictatul și curățitul bisericei precum și pentru punerea unei talpe înainte sub biserică – lui Ioan Pop ( 90 de coroane).”
Au urmat alte lucrări de reparații în 1966, consemnate de preotul paroh Pintilie Dumitru în 1972, în Istoricul Bisericii aflat în arhiva Parohiei Buteasa.
În 2009 credincioșii au finanțat un proiect de restaurare a bisericii care începuse să dea semne de degradare. Lucrările nu au fost executate iar urmarea a fost dramatică: acoperișul bisericii s-a prăbușit la începutul anului 2019, chiar în Ziua Culturii Naționale.

### Trăsături
Biserica din Buteasa se înscrie în rândul bisericilor de lemn de dimensiuni mari, cu gabaritul măsurat la exterior de 8,20m x 17,40m și cu o capacitate maximă de 300 de persoane (socotite cu 5 persoane/mp). Atât dimensiunile cât și ferestrele mari, arcuite la partea superioară, conduc spre datarea bisericii în jumătatea a doua a secolului al XIX-lea.
Aparține tipologiei bisericilor românești, cu cele 3 spații înșiruite, cu sacralitate crescătoare (pronaos, naos și altar), cu turn amplasat deasupra spațiului pronaosului și un mic pridvor în fața intrării de pe latura vestică (fig...). Văzută din lateral proporțiile corpului bisericii par butucănoase din cauză că absida altarului este nedecroșată și face corp comun cu naosul, pronaosul și pridvorul.
La interior spațiile sunt generoase, amplificate de transparența separației dintre pronaos și naos, redusă la 2 stâlpi de lemn amplasați central de o parte și de alta a axului intrării, legați de cei 2 stâlpi decorativi adosați pereteților laterali printr-un parapet din care s-a păstrat doar talpa de lemn. Cei 2 stâlpi decorativi cu profilaturi clasiciste simplificate stârnesc curiozitatea pentru că sunt realizați din zidărie de cărămidă așezată pe parapetul din lemn și formează o structură șubredă. Pronaosul este tăvănit drept, la o cotă destul de joasă (2,80m) acoperit cu o pânză pictată cu steluțe pe fond albastru, luminos; naosul expandează spectaculos pe verticală cu ”cerimea” ce se rotunjește până la o înălțime de 5,50m acoperită cu pictură pe pânză formată din scene mari, elaborat compuse în limbaj neo-clasic, întrerupte de brâie florale conturate din tușe de inspirație seccesion; altarul este acoperit cu o boltă în formă de sfert de sferă, pictată cu aceleași steluțe pe fond albastru, luminos.
Turnul este elementul arhitectural cel mai puternic și cel mai vizibil cu atât mai mult cu cât cota intrării în biserică este coborâtă față de cota drumului cu mai bine de jumătate de metru. Turnul are o structură sănătoasă, cu material lemnos cu secțiuni mari și cu îmbinări bine lucrate. La baza turnului găsim semne de montaj, și pe alocuri se observă urme ale unor îmbinări ce au rămas nefolosite în urma unor lucrări de reparații.
Pereții naosului și pronaosului sunt realizați ”în căței”, din bârne scurte din lemn rotund, fixate în ulucele stâlpilor (șoși sau căței). Bârnele sunt prelucrate uniform, cele cu diametre mai mari fiind aplatizate la fața interioară. Toate au capetele subțiate pentru a servi drept lambă pentru ulucele șoșilor, și au suprafețe exterioare și interioare ciupite din topor pentru ca tencuiala din lut să adere mai bine. Acest sistem constructiv este cunoscut ca fiind folosit preponderent în zone de câmpie unde materialul lemnos nu este ușor de procurat. De asemenea este cunoscut ca un sistem constructiv care permite ridicarea unei construcții într-un timp scurt (vezi Biserici de lemn în căței). și fără tehnici construcțive ce să necesite abilități speciale. Este un sistem constructiv uzual pentru arhitectura laică și nu se mai cunoaște nici o altă biserică ridicată în acest sistem constructiv în Țara Chioarului. Este mai puțin clar de ce în câteva poziții izolate apar chertări ce sugerează refolosirea lemnelor dintr-o construcție domestică realizată din bârne rotunde încheiate la colțuri cu îmbinări petrecute.
Deoarece sistemul constructiv ”în căței” nu are stabilitate în plan vertical din cauza segmentării în registre verticale generate de lungimea scurtă a bârnelor din lemn, structura pereților are nevoie de o rigidizare în plan orizontal, la partea superioară. De obicei planșeele joacă acest rol, dar în cazul naosului unde ”cerimea” pornește de pe pereții laterali și se înalță spre cer cât mai mult posibil, încercând să atingă o înălțime egală cu lățimea naosului, meșterii trebuie să găsească altă metodă de rigidizare: un inel perimetral dublu care stă în cumpănă pe pereții bisericii, susținând la interior bolta și la exterior șarpanta. Sistemul este similar și pentru absida altarului.
Rămân deschise o serie de întrebări referitoare la folosirea sistemului constructiv ”în căței” pentru biserica din Buteasa, într-o zonă despre care se știe că la începutul secolului al XVIII-lea era bogată în păduri seculare și pentru care nu ar fi trebuit să fie o problemă ridicarea unei biserici în sistemul constructiv tradițional pentru bisericile de tipologie românească, din bârne încheiate la colțuri cu îmbinări neferecate. De ce au optat buteștenii pentru acest sistem constructiv facil? Defrișările pădurilor din zonă au epuizat materialul lemnos cu secțiuni mari? A avut loc un incident dramatic ce a distrus vechea biserică din Buteasa și era urgentă ridicrea uneia noi? Întrebările rămân deschise pentru cercetări viitoare.
Absida altarului este realizată cu material preluat de la o altă construcție, după cum arată vechile chertări și semnele de asamblare. Câteva bârne poartă urme de pictură iar altele au o profilatură asemenea elementelor decorative folosite la streașină sau la grinda-prăznicar a iconostasului, ceea ce conduce la ideea preluării lor de la o altă biserică. 
De ce a fost folosit material lemnos reciclat tocmai în absida altarului? S-au terminat resursele financiare ale comunității locale tocmai atunci când au ajuns la ridicarea spațiului sfânt al lăcașului de cult? Au fost nevoiți credincioșii să folosească elemente preluate de la o altă construcție pentru că nu au mai avut material lemnos pentru ridicarea absidei altarului? Greu de crezut, știind că începând cu perioada ce a urmat demantelării Cetății Chioar satul Buteasa s-a mutat din ”Pustă” în ”Poiană la Alunaș” adică pe actualul amplasament, și și-a făcut loc în pădurea seculară prin defrișări masive, devenind un furnizor serios de material lemnos pentru satele din jur, cel puțin până la începutul secolului al XIX-lea. De asemenea, dimensiunile generoase ale bisericii sugerează o comunitate locală puternică, dornică să își afirme statutul social construind o biserică reprezentativă. 
Așadar reciclarea materialului lemnos de la o altă biserică, probabil biserica a treia a satului Buteasa, în absida altarului, indică intenția comunității locale de la acea vreme de a păstra elemente din vechea biserică, înglobându-le în spațiul sacru a noii biserici. 
Straturile de tencuială sunt diferite la absida altarului față de corpul bisericii: în naos și pronaos stratul gros de tencuială este armat la suprafață cu pietre relativ plate, cu muchii vii, cu dimensiuni variind în jurul a 5cm, ce formează o rețea la cca. 40-50cm unele de altele, cu o valoare estetică deloc de neglijat. Tencuiala din absida altarului este una obișnuită: materialul fibros ce armează lutul este înglobat mai puțin îngrijit iar urmele degetelor care au întins-o pe pereții din lemn au rămas vizibile. Este evident că la tencuirea bisericii au lucrat 2 echipe diferite: una a lucrat în naos bună și pronaos, iar cealaltă în absida altarului. La prima vedere această observație ar conduce către ideea construirii absidei altarului ulterior naosului și pronaosului, dar structura de lemn unitară a acoperișului păstrează sincronicitatea etapelor constructive.
Interiorul bisericii a fost decorat cu o pictura pe pânză din care au mai rămas câteva fragmente degradate. Este o pictură elaborată, cu scene de dimensiuni mari, pline de culoare și dinamism. Un brâu floral intercalat între scenele biblice face deliciul ansamblului, prin coloritul folosit și prin micile infuzii secession în modul de tratare a desenului. Detaliile picturii și compoziția ansamblului pictat sugerează datarea picturii la finele secolului al XIX-lea sau începutul secolului al XX-lea. Nu se cunoaște autorul picturii, dar cercetarea fragmentelor rămase și a documentelor de arhivă ale Scolii băimărene de pictură ar putea aduce lumină în acest domeniu.
Iconostasul este realizat dintr-o structură simplă, aerată, cu 4 registre orizontale marcate cu scânduri late, profilate pe margini și colorate în albastru. La data vizitei la biserica din Buteasa la finele anului 2018 icoanele iconostasului lipseau, doar ușile împărătești și diaconești erau încă în biserică. La acțiunea de curățare a molozului rezultat în urma prăbușirii acoperișului, ușile împărătești și diaconești au fost mutate de Tinerii din Buteasa într-o încăpere goală din casa familiei Ioanei Ramona Nechita. 
Arhiva fotografică a Muzeului Județean de Istorie păstrează imagini ale bisericii din anii 2002 și 2008. Acolo se poate vedea iconostasul încărcat cu icoane de factură neo-clasică similară cu pictura bolții naosului: registrul împărătesc cu cele 4 icoane, registrul apostolilor cu cele 12 icoane și ”Cina cea de taină”, registrul prorocilor  cu doar 8 icoane și pe poziție centrală ”Isus în drum spre Golgota”. Icoanele sunt toate mobile și nu acoperă în întregime suprafața iconostasului în registrele superioare. Pe lângă iconostas, parapetul cafasului este și el îmbogățit cu 4 icoane. Icoanele iconostasului se află în podul bisericii noi din Buteasa.
Icoane mai vechi provenite din Buteasa se află în muzeele din Baia Mare: 2 icoane pictate de Petre Diacul din Preluca se află la Muzeul de Artă din Baia Mare și alte 2 icoane se află la Muzeul Etnografic din Baia Mare (o icoană repictată și o icoană ”Apostolii Petru și Pavel” în stilul lui Ștefan Zugravul din Șișești).

### Datarea dendrocronologică
”Raportul de analiză dendrocronologică” pentru Biserica din Buteasa a fost realizat în anul 2019 de arheologii Boglárka Tóth și István Botár secondați de colaboratorul lor Denis Walgraffe, în laboratorul ANNO DOMINI DENDROLAB.
Concluziile studiului:
”Data de construcție a bisericii sunt marcate din elementele naosului, pronaosului, turnului, pridvorului vestic și a celor din șarpantă. Datarea acestora este uniformă, copacii folosiți au fost tăiați în iarna anilor 1882/1883, vara anului 1883 și iarna anilor 1883/1884. Pe baza acestor date biserica a fost construită în 1884 (sau în maxim 2 ani după aceasta).
Pentru construcția bisericii, mai ales în altar s-au folosit însă și elemente care provin din stejar doborâți în iarna anilor 1801/1802. Având în vedere faptul că datările acestor elemente secundare sunt uniforme, ele provin dintr-o clădire anterioară, pe baza elementului profilat – presupus cornișă – poate chiar dintr-o biserică anterioară.
Căpriorul vestic datat aparține unei alte construcții, credem sacre/biserici, datarea ei fiind mai timpurie în jur de 1702 sau câțiva ani după.”

## Valoarea de patrimoniu a Bisericii din Buteasa
Din descrierea arhitecturală a bisericii din Buteasa corelată cu cercetarea documentară, etnologică și dendrocronologică se desprind câteva trăsături remarcabile, unice pentru zona etnografică a Țării Chioarului și neprețuite pentru sat:
- biserica din Buteasa este singura biserică din Țara Chioarului construită în sistemul constructiv ”în căței”;
- absida altarului este construită din material lemnos preluat de la o biserică anterioară, ca o recunoaștere a valorii sale, și ca o intenție de păstrare a continuității unei biserici ce a avut o istorie atât de frământată, fiind mutată și refăcută de cel puțin 4 ori;
- asemenea dimensiunilor mari ale acestei biserici construite la finele secolului al XIX-lea, pictura interioară pe pânză reflectă dorința comunității locale de a aduce biserica sa în rândul construcțiilor ecleziastice moderne pentru acea vreme, angajând un pictor talentat pentru a decora ”cerimea” și iconostasul cu o pictură de bună calitate;
- aceeași dorință de a onora biserica satului cu lucrări valoroase o regăsim și în jumătatea a doua a secolului al XVIII-lea când buteștenii au dorit să aibă pentru iconostas icoane valoroase, pictate de iconari celebri în zonă: Petre Diacul din Preluca și (probabil) Ștefan Zugravul din Șișești.

## Imagini

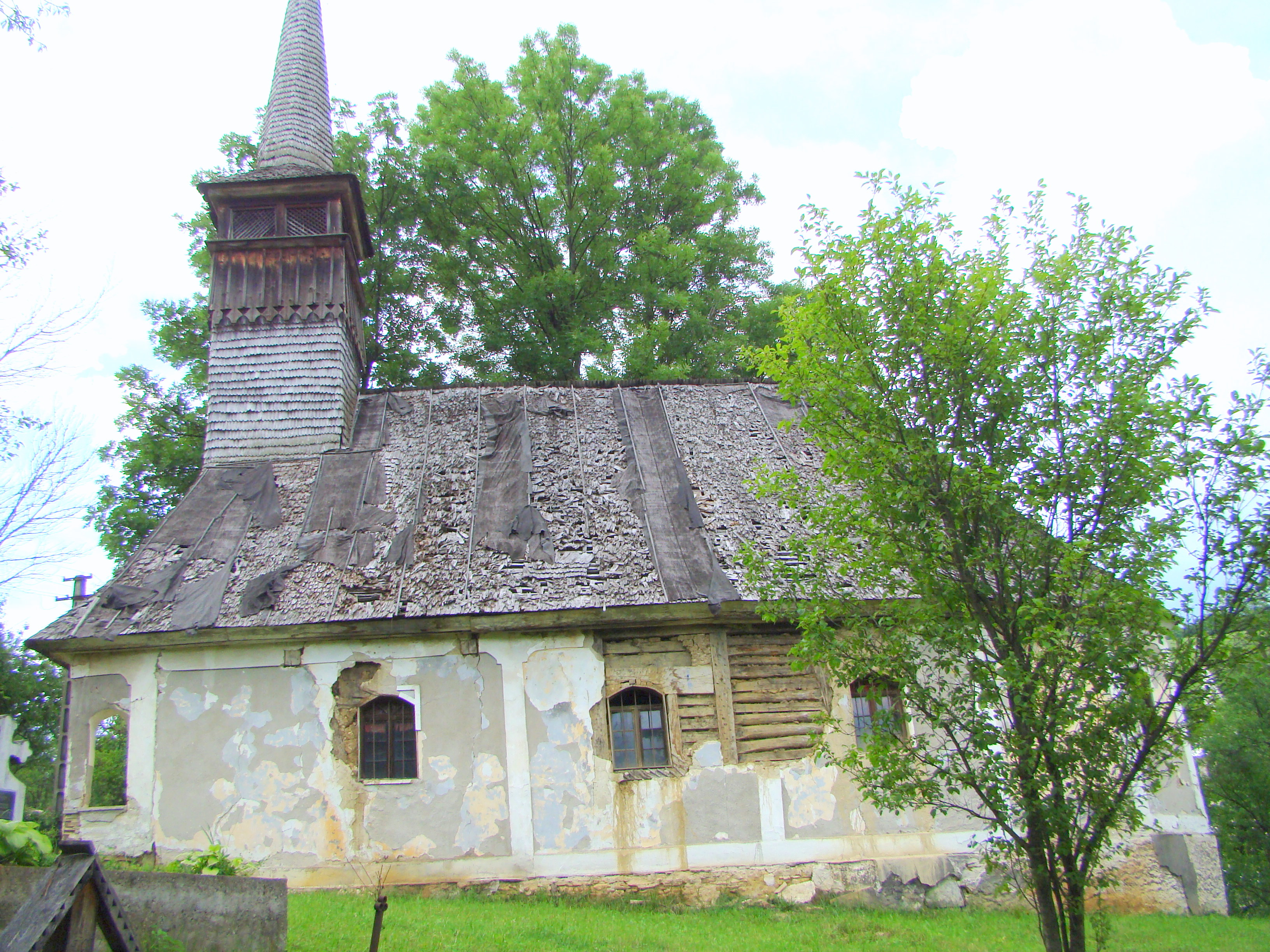
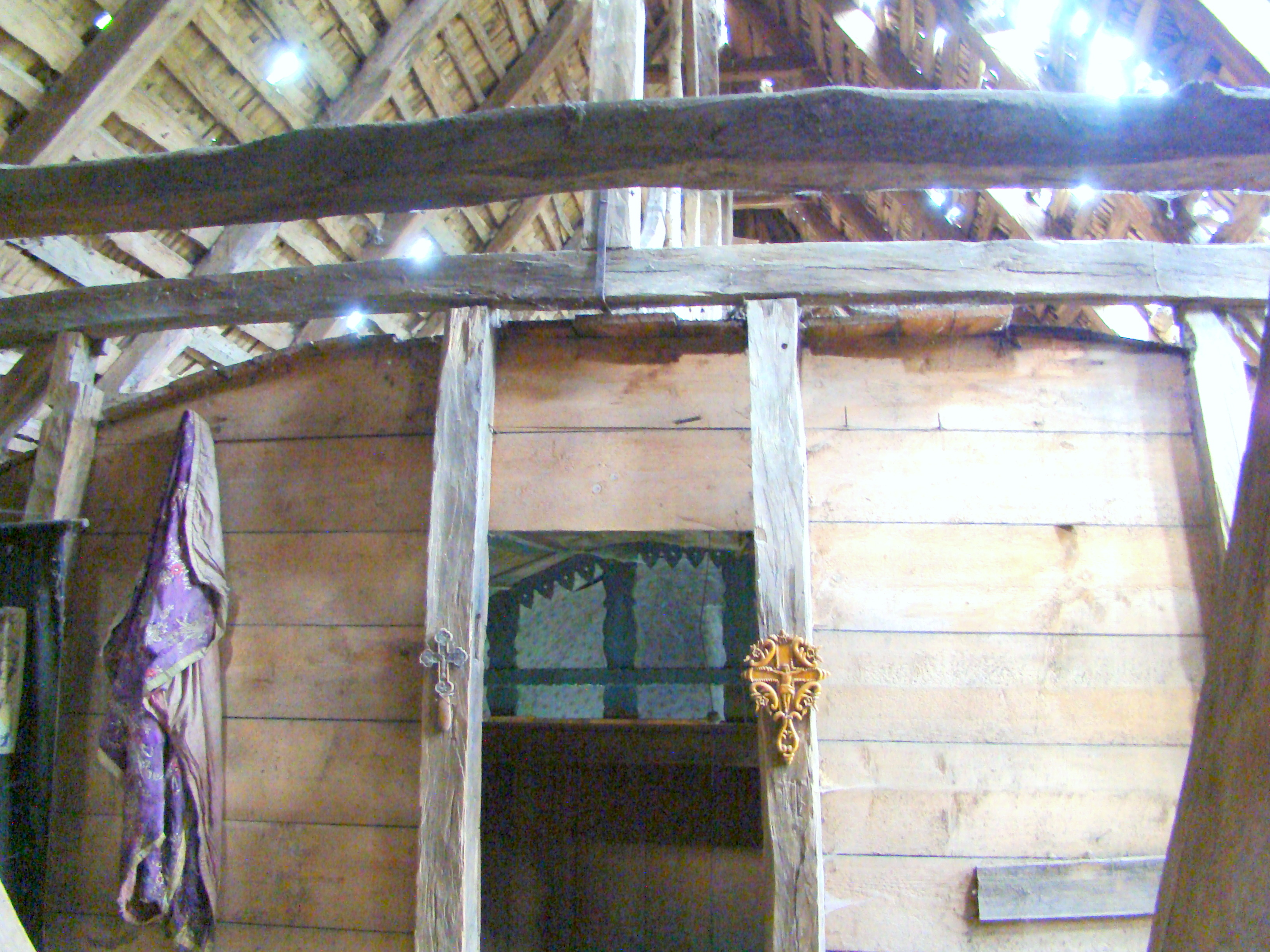
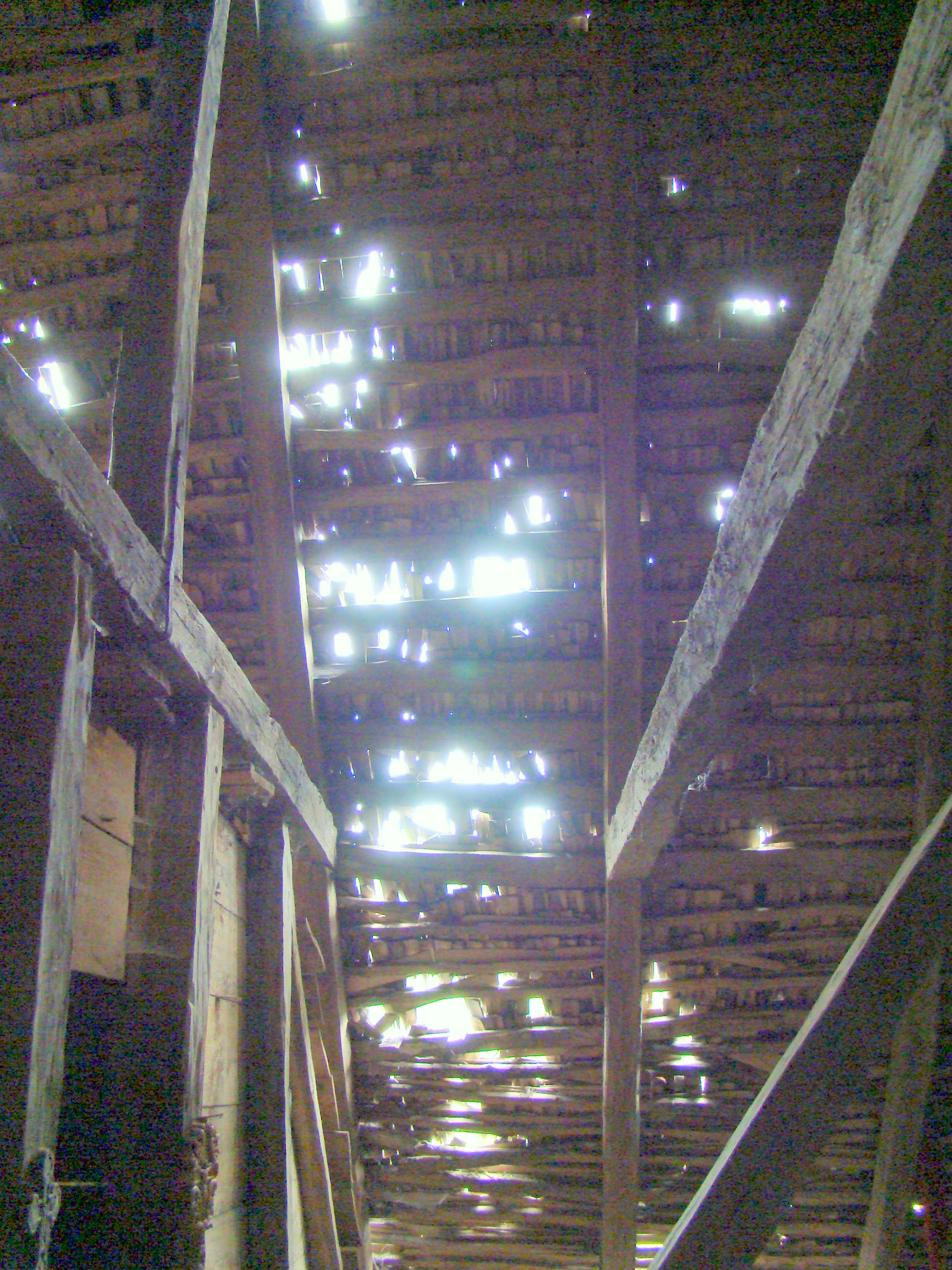
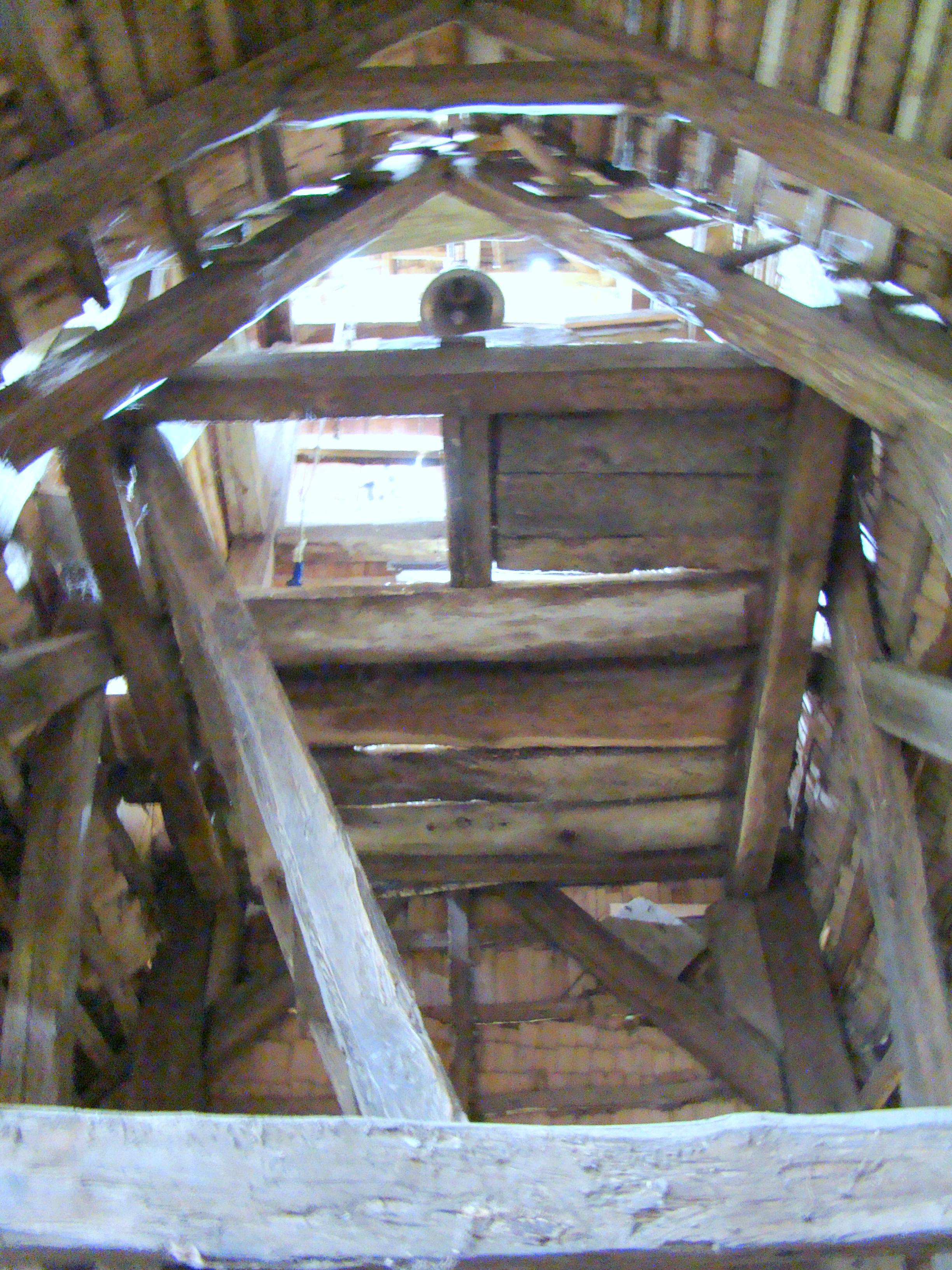
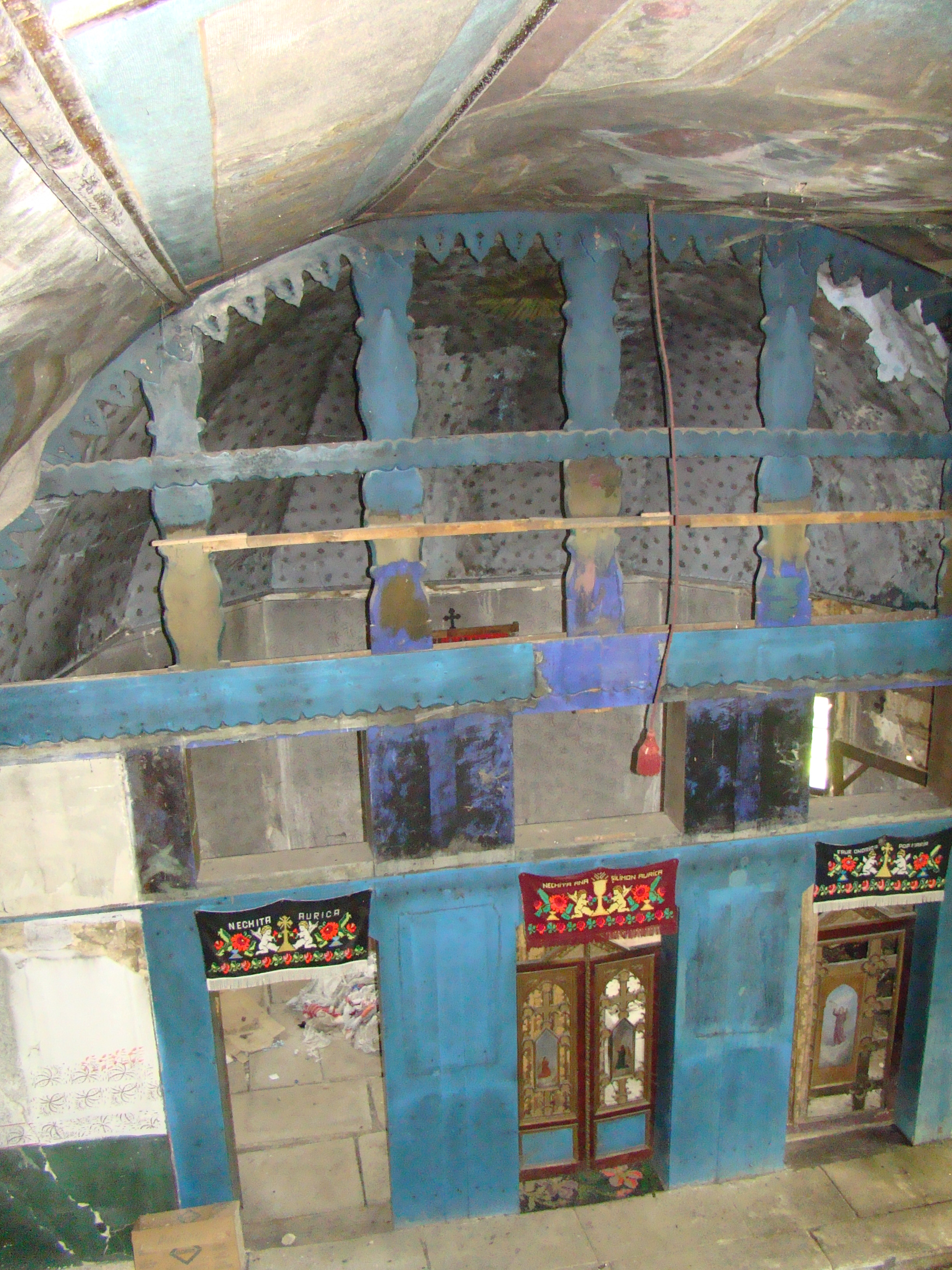
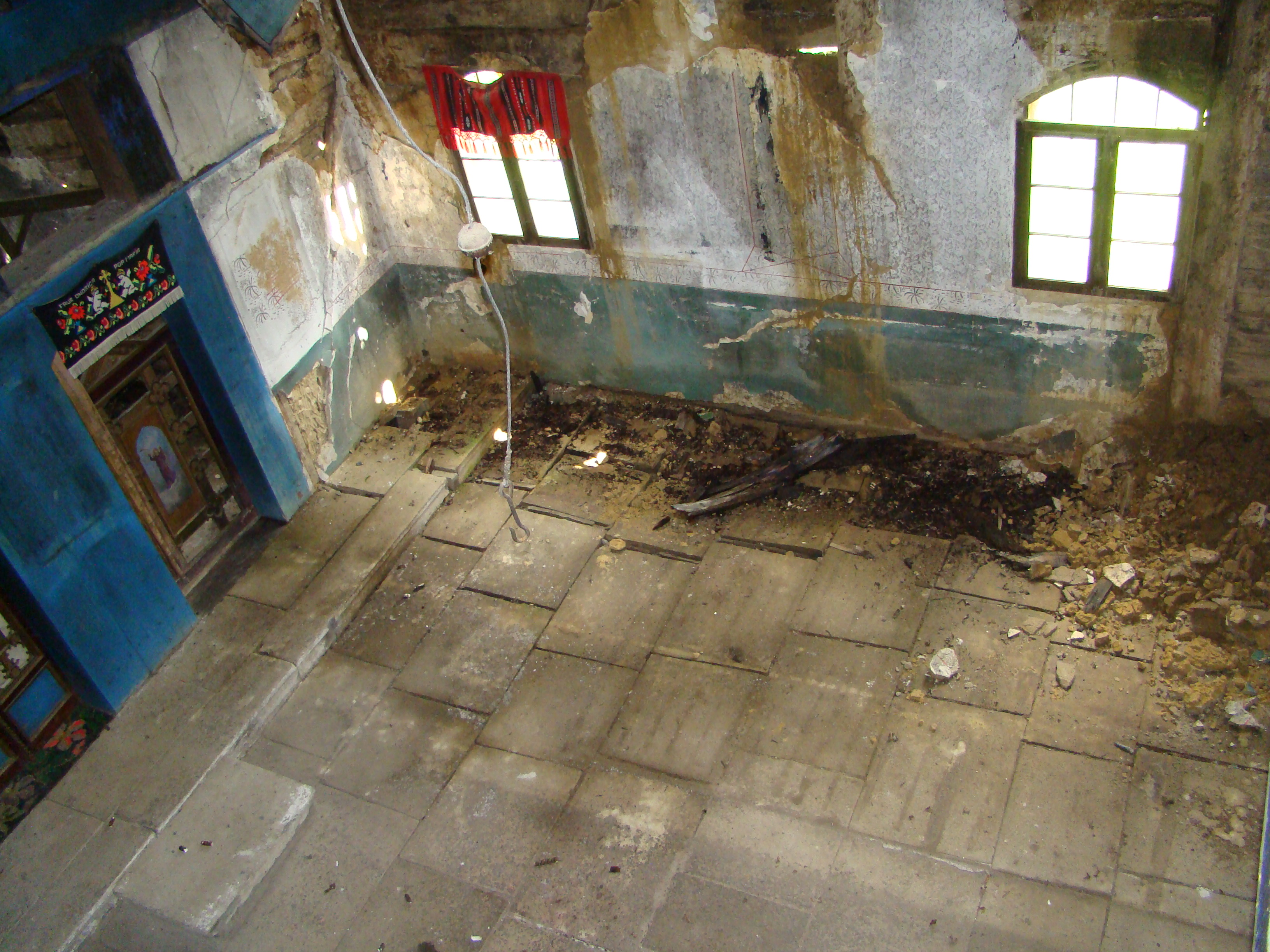
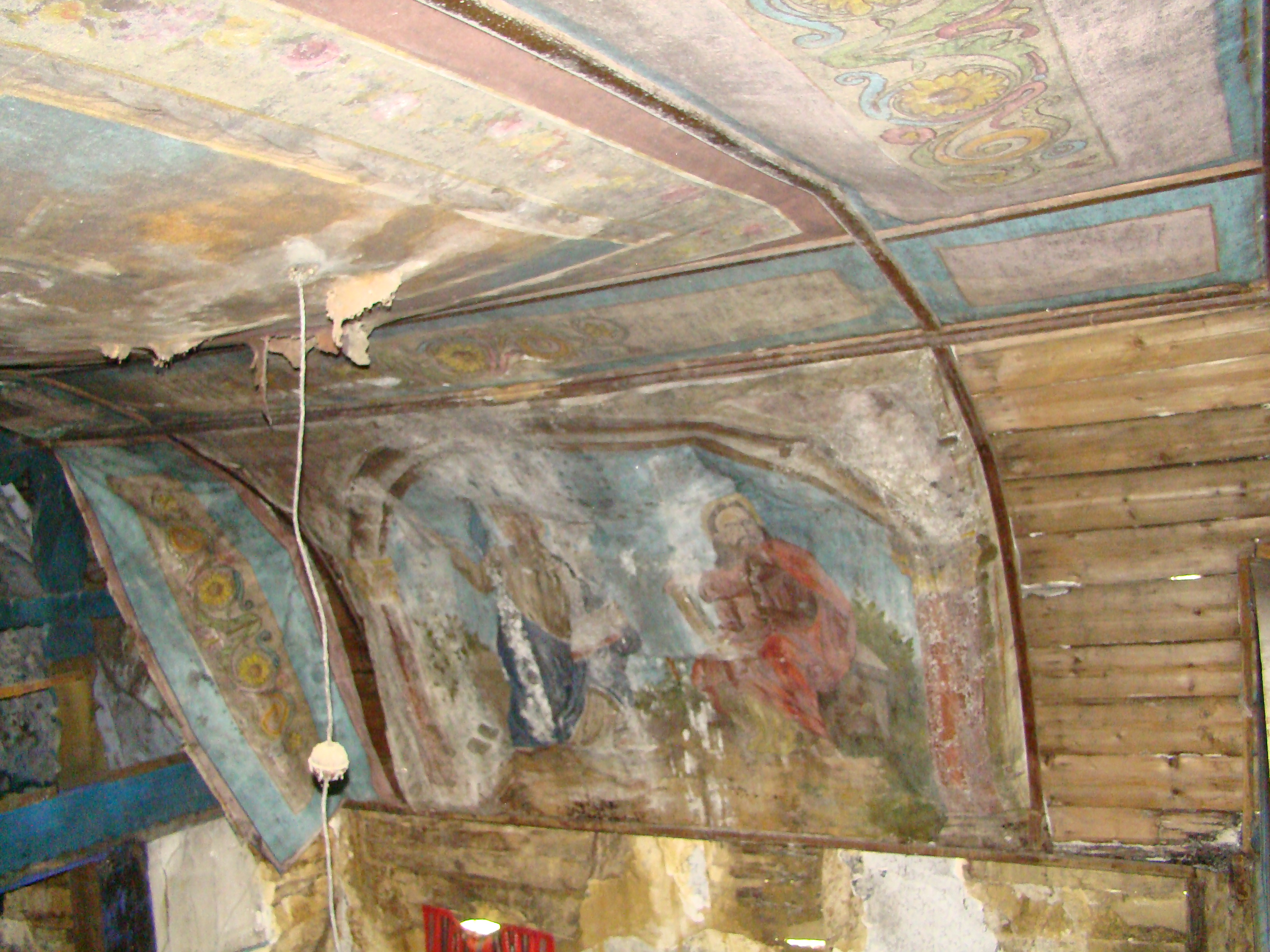
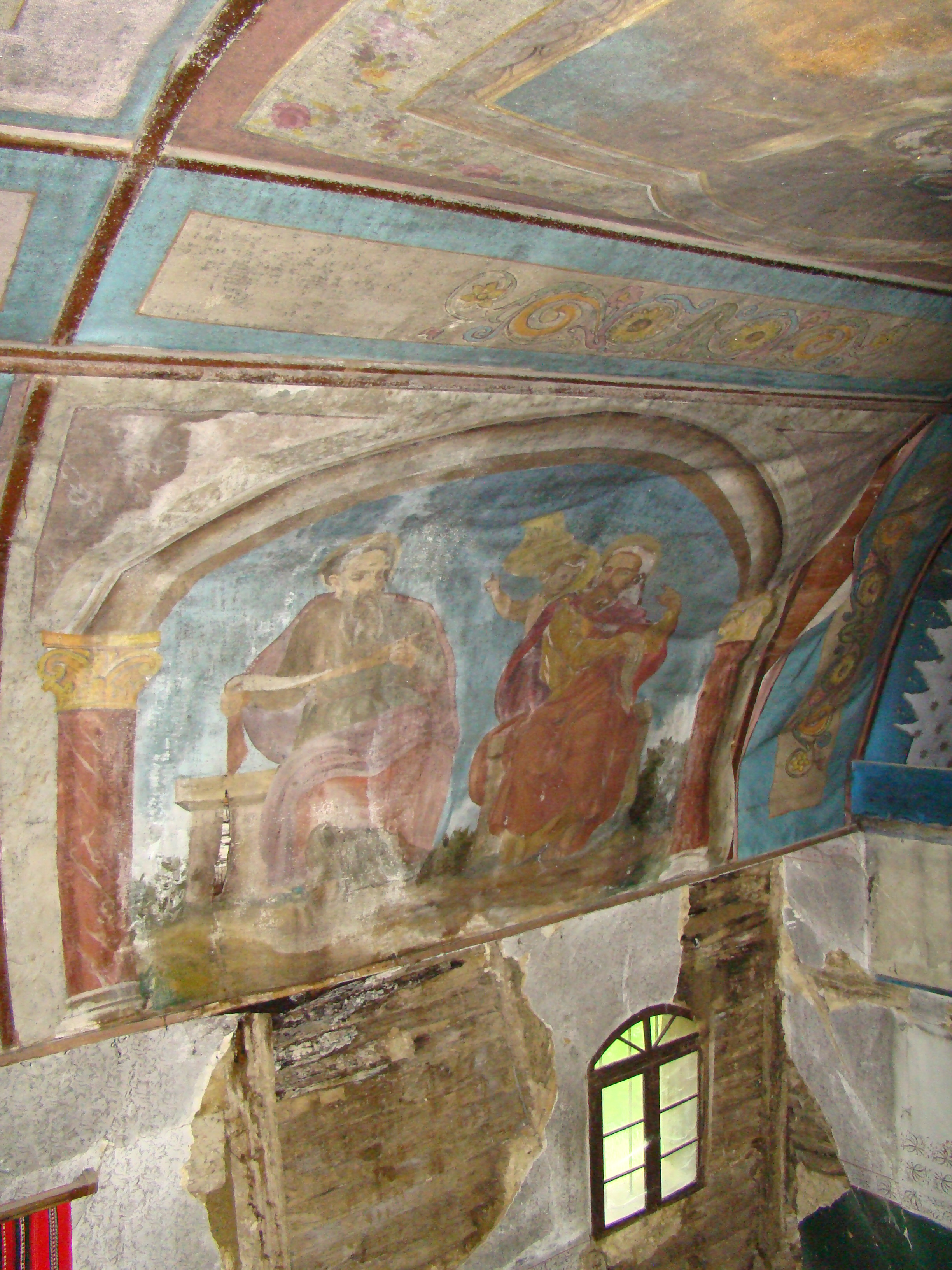
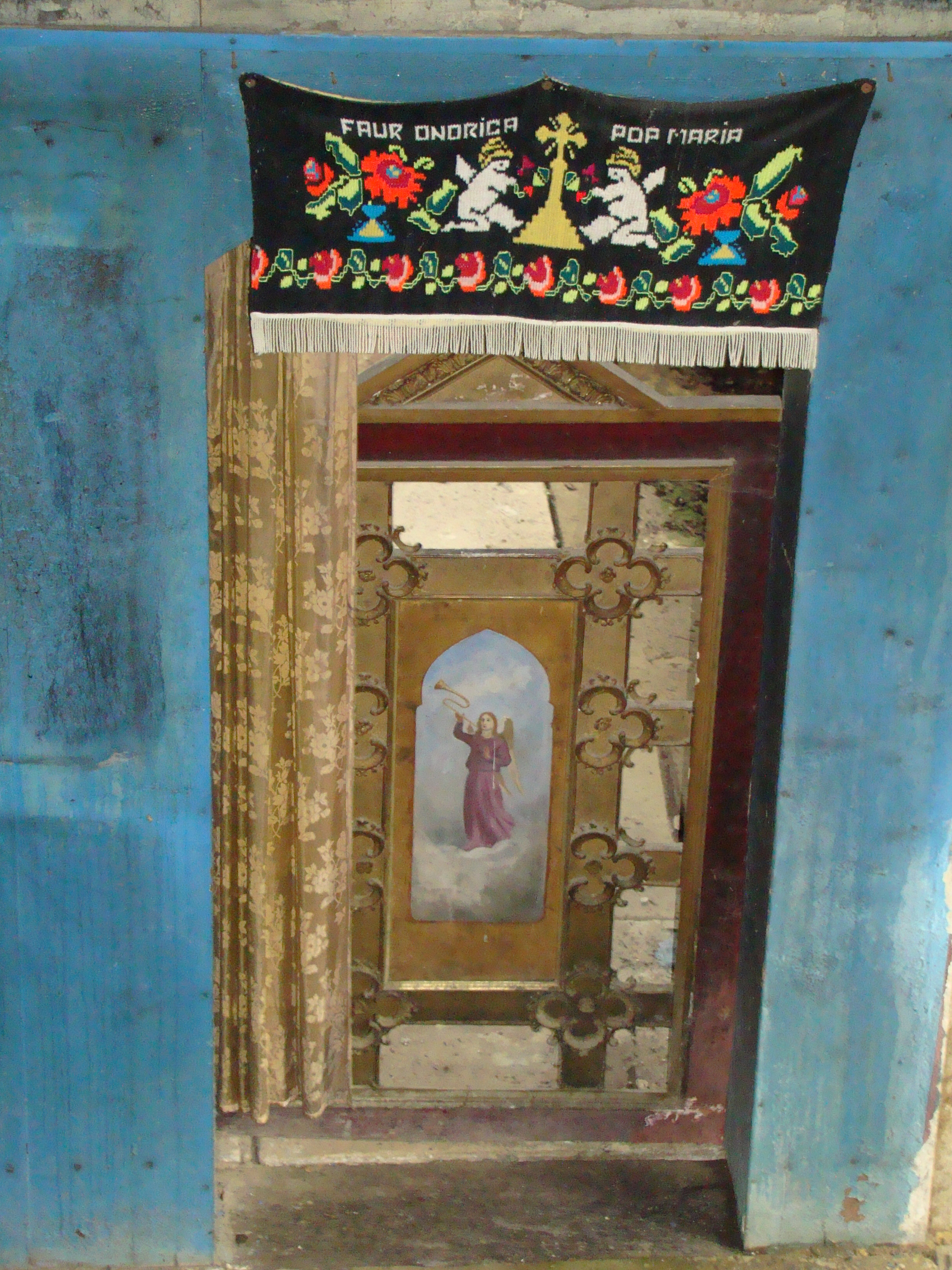
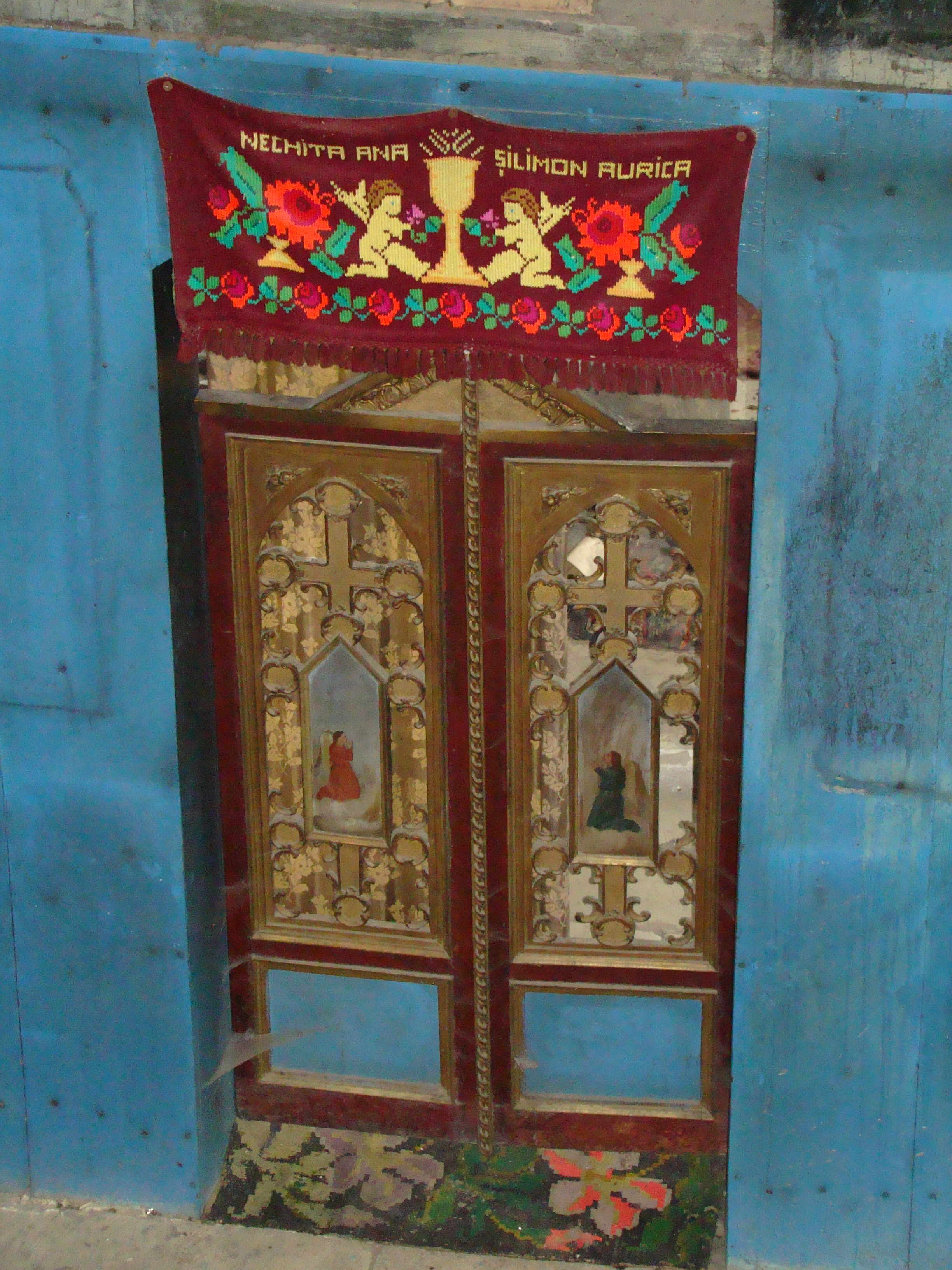
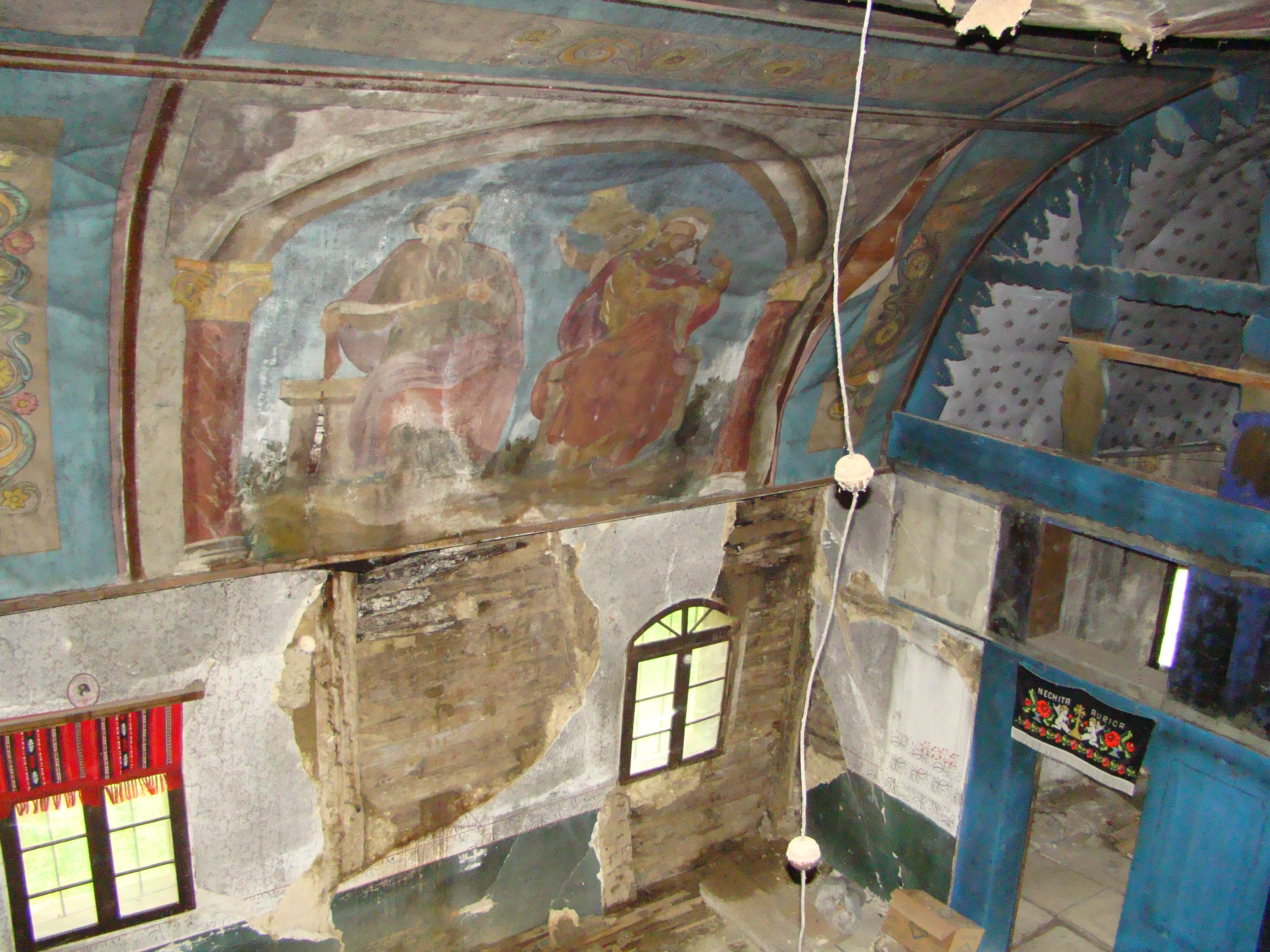
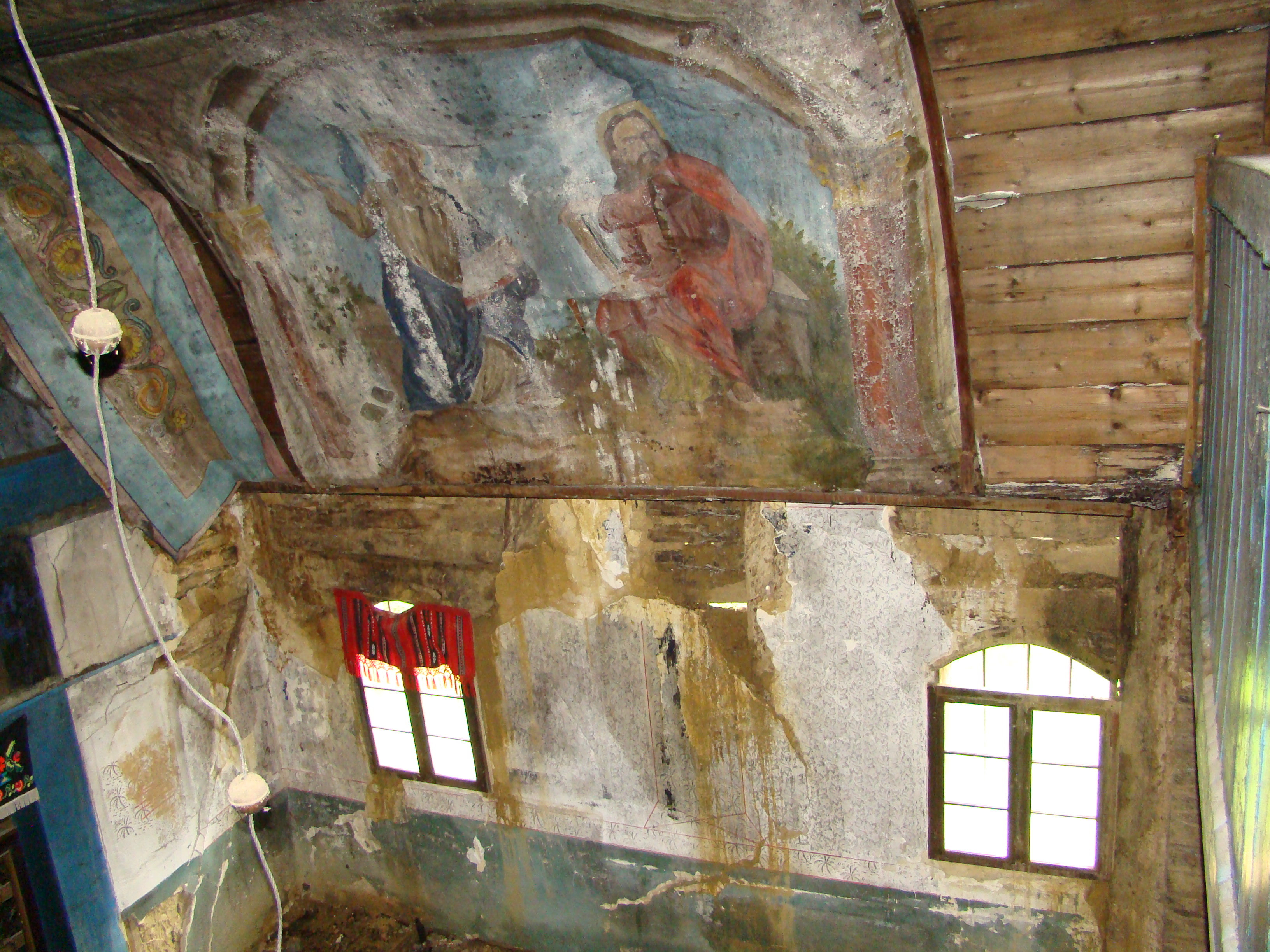
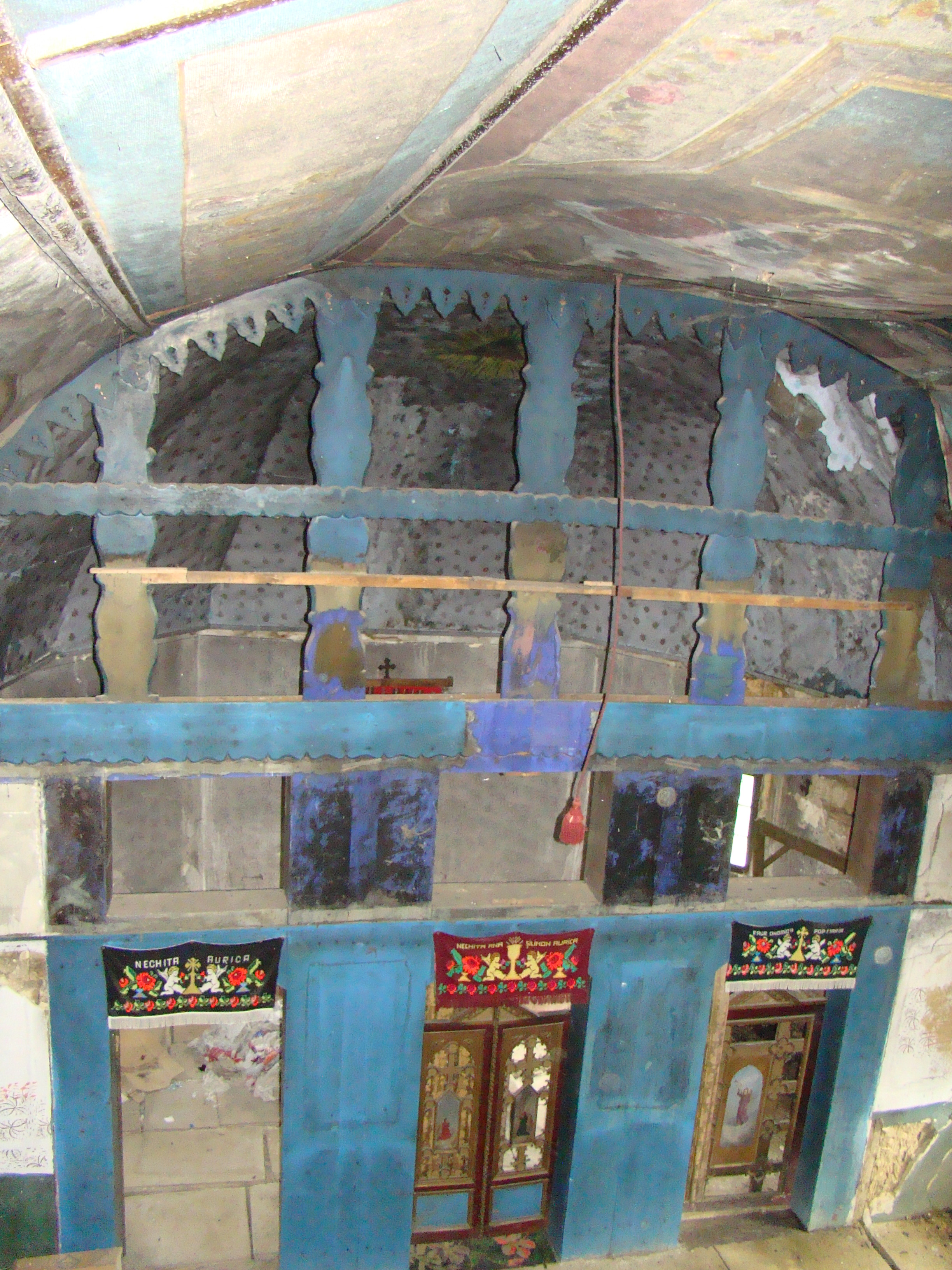
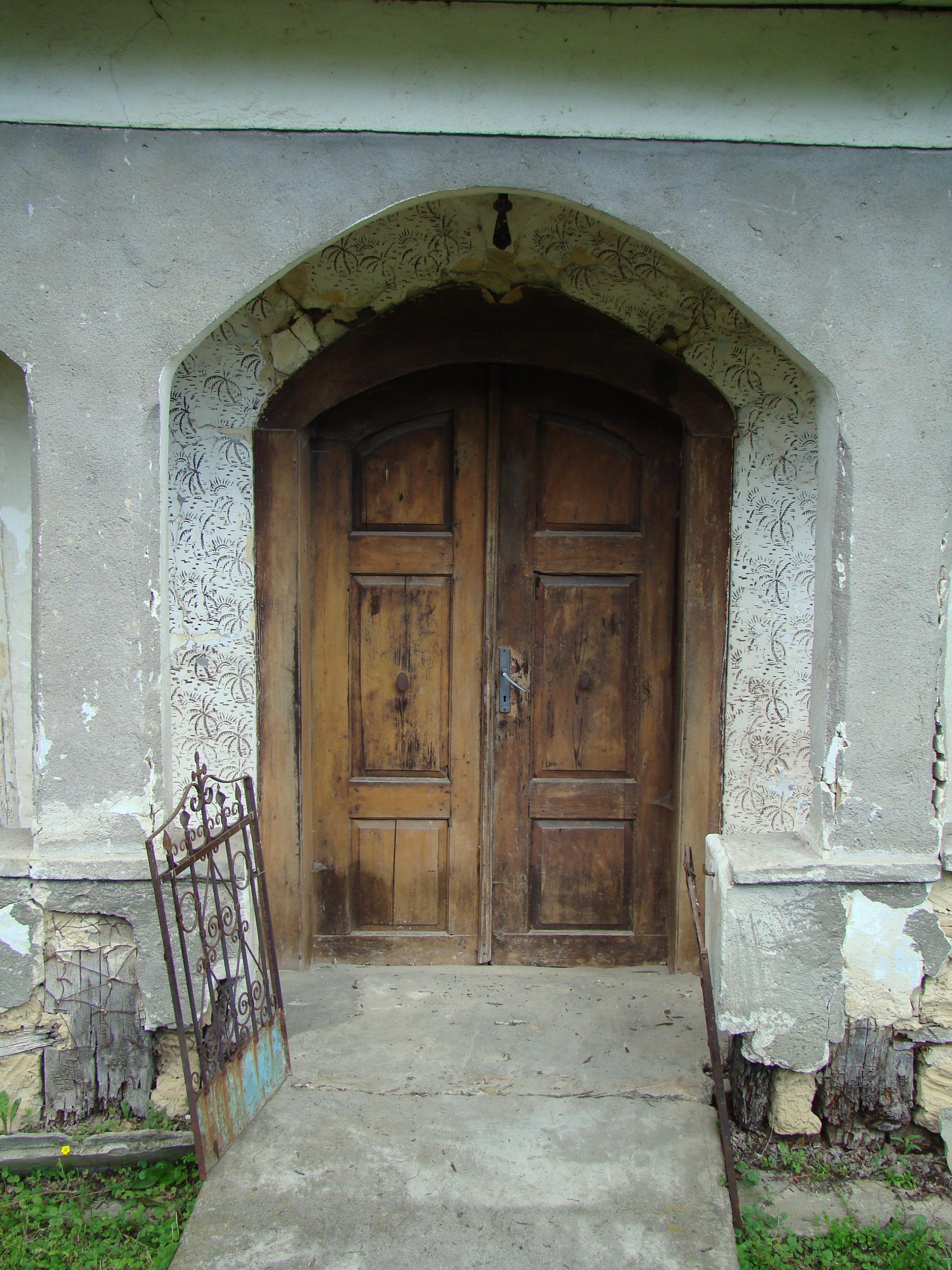
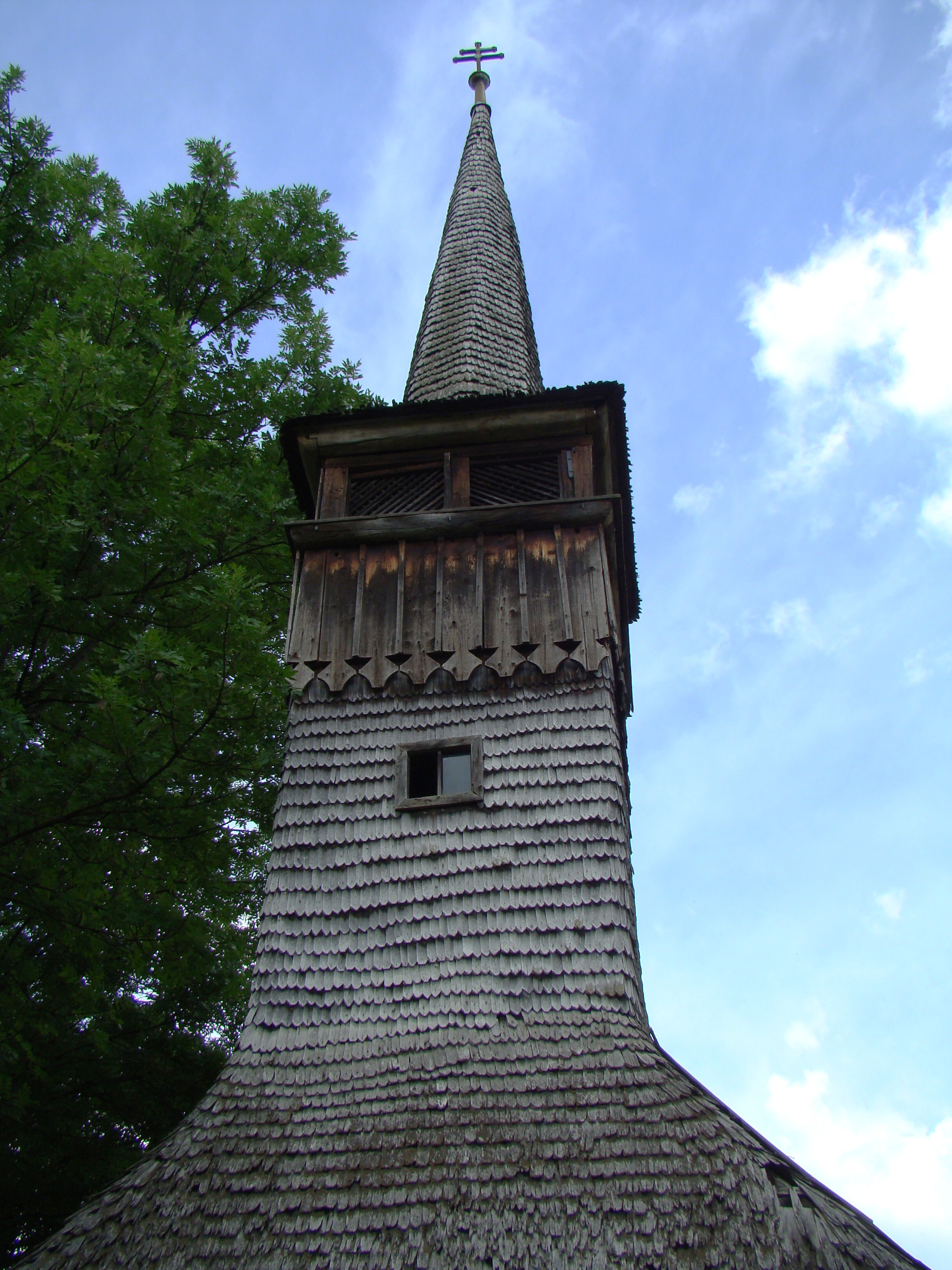
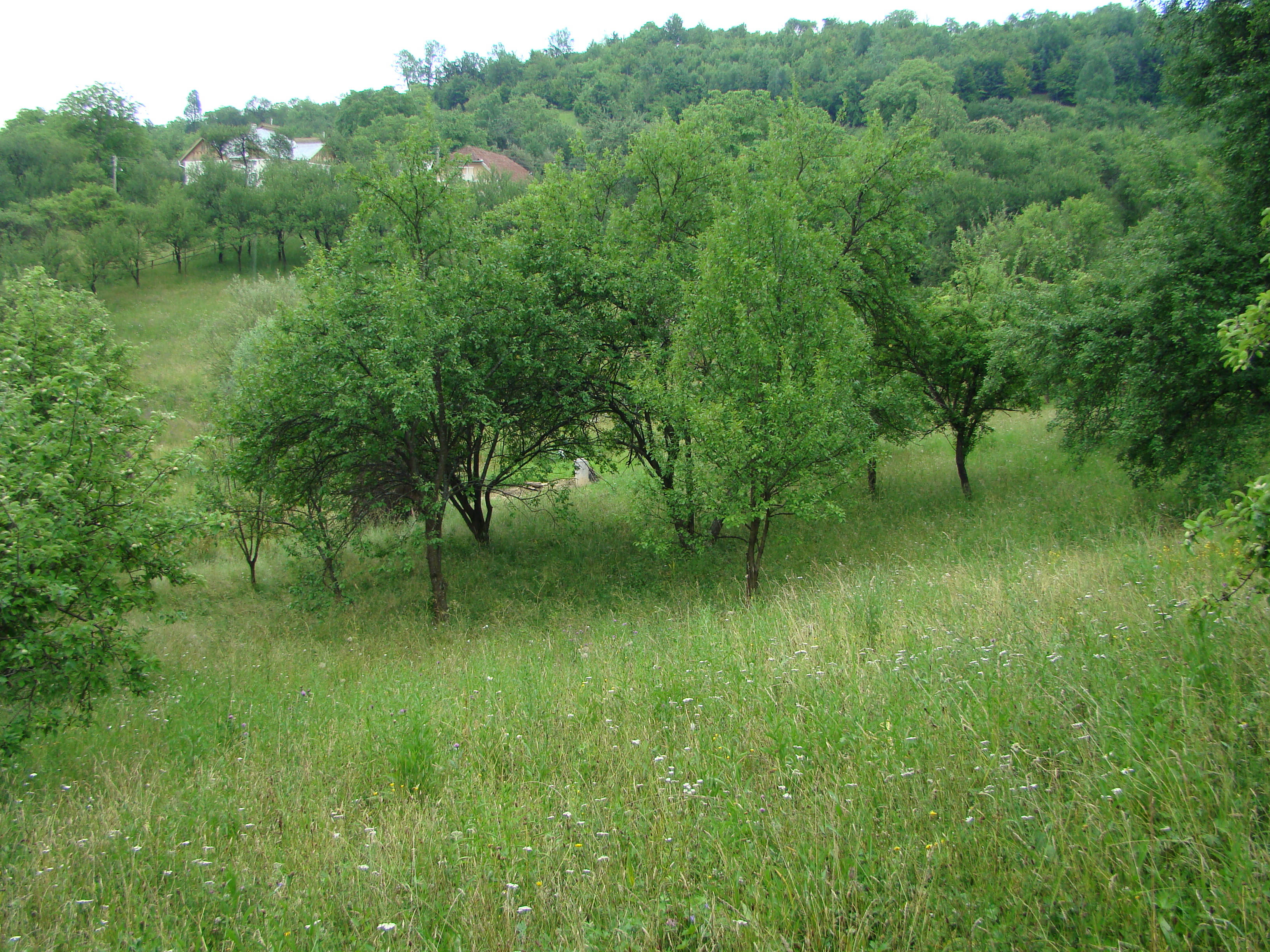
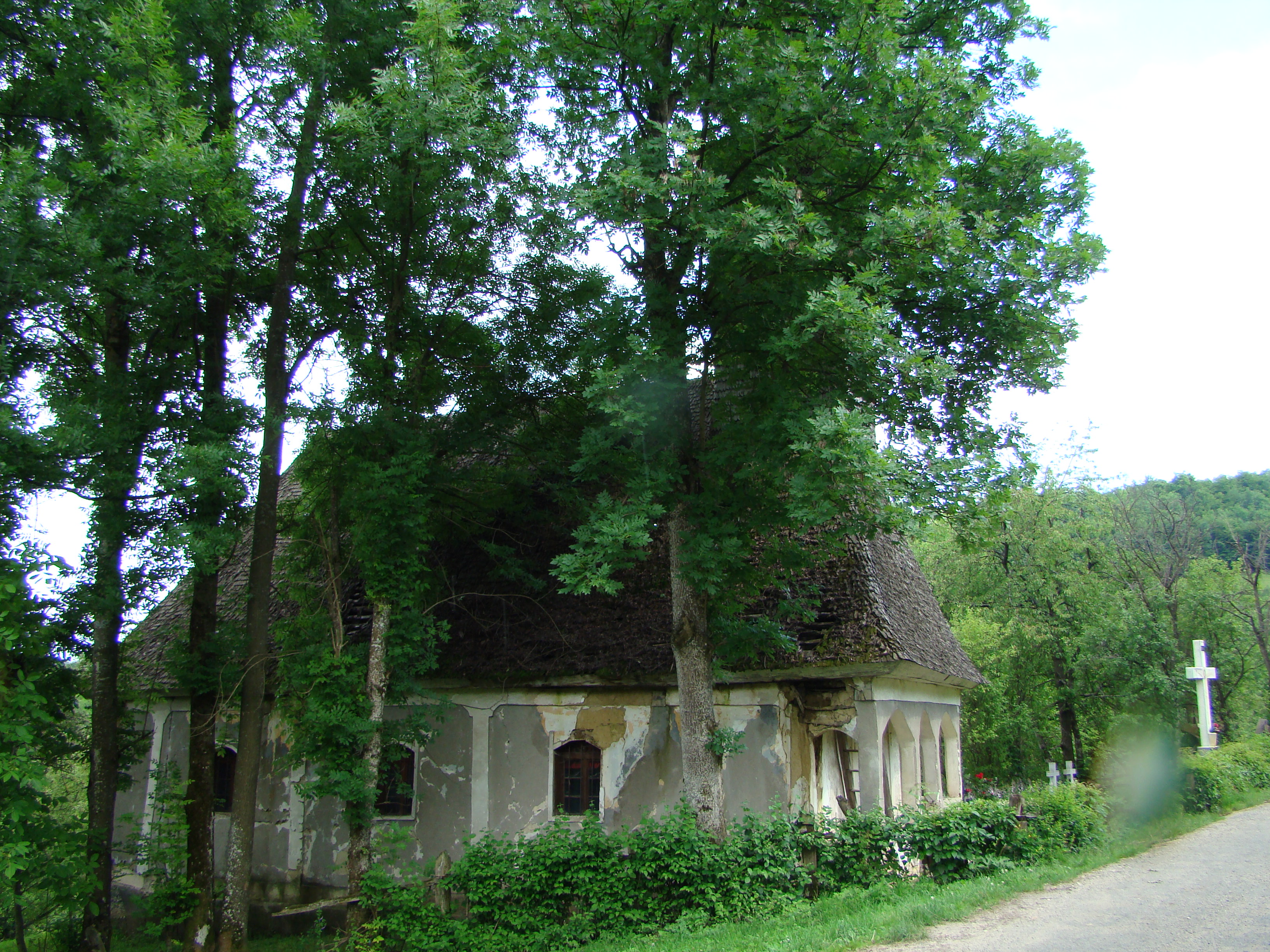
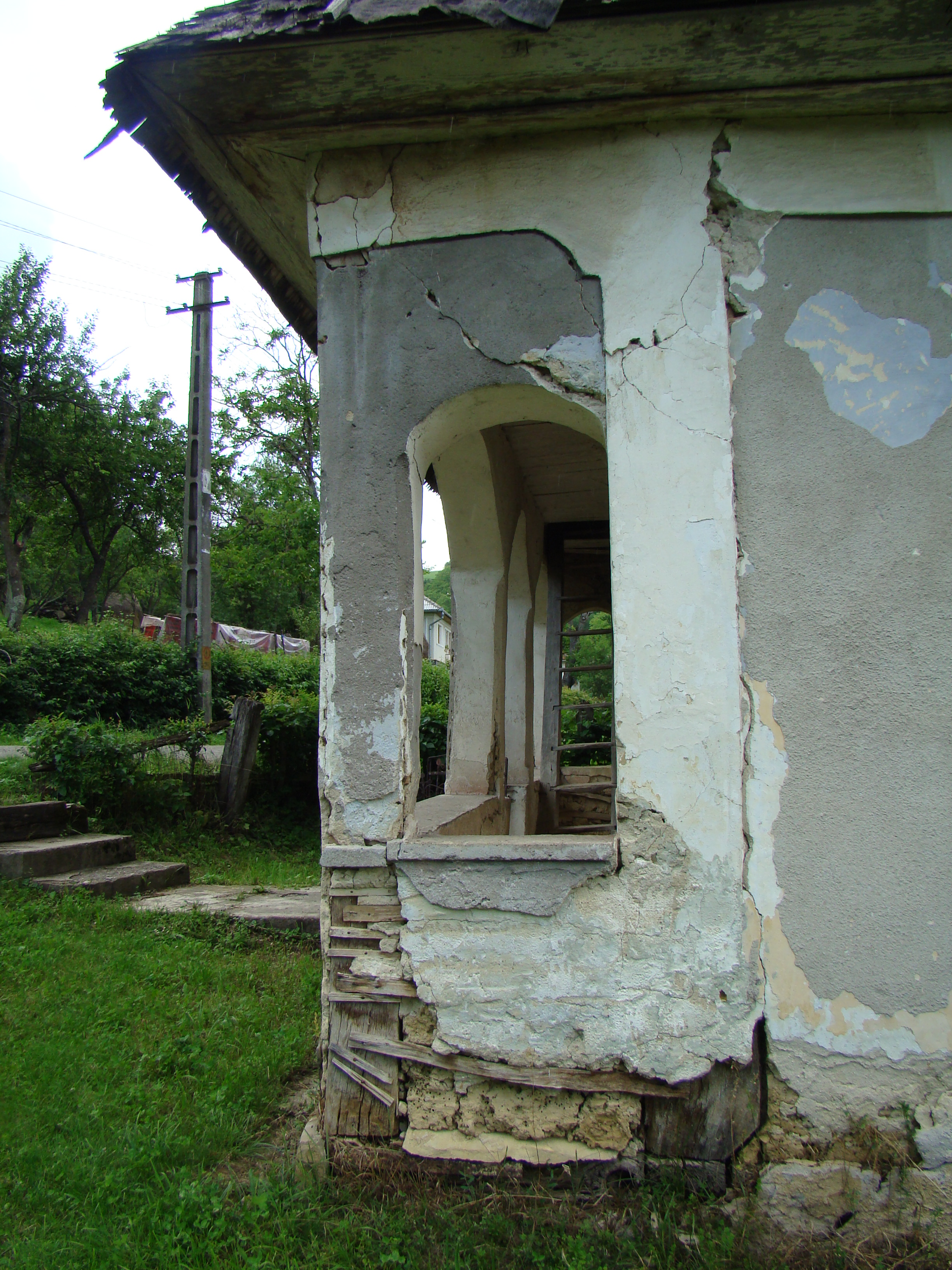
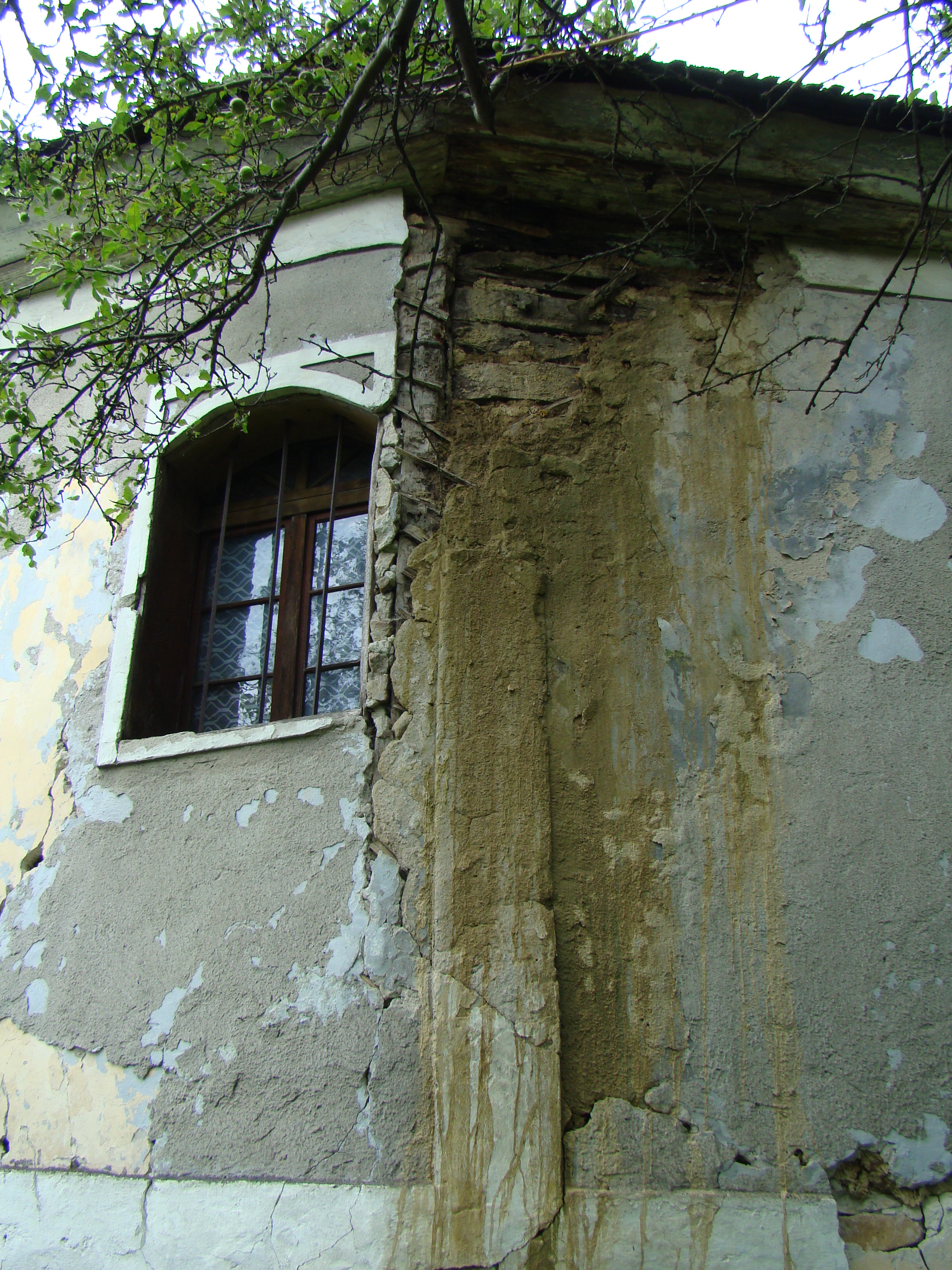
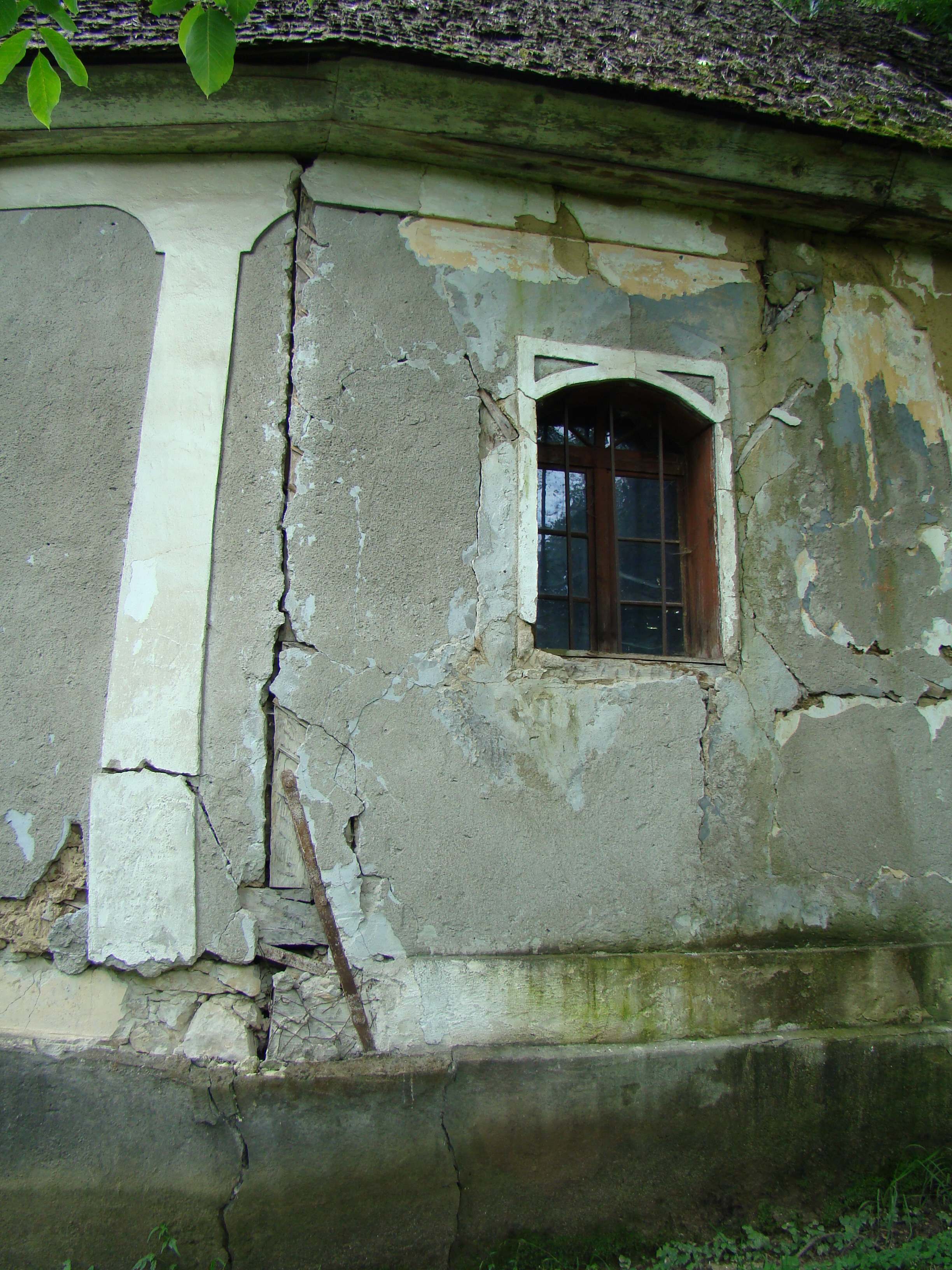
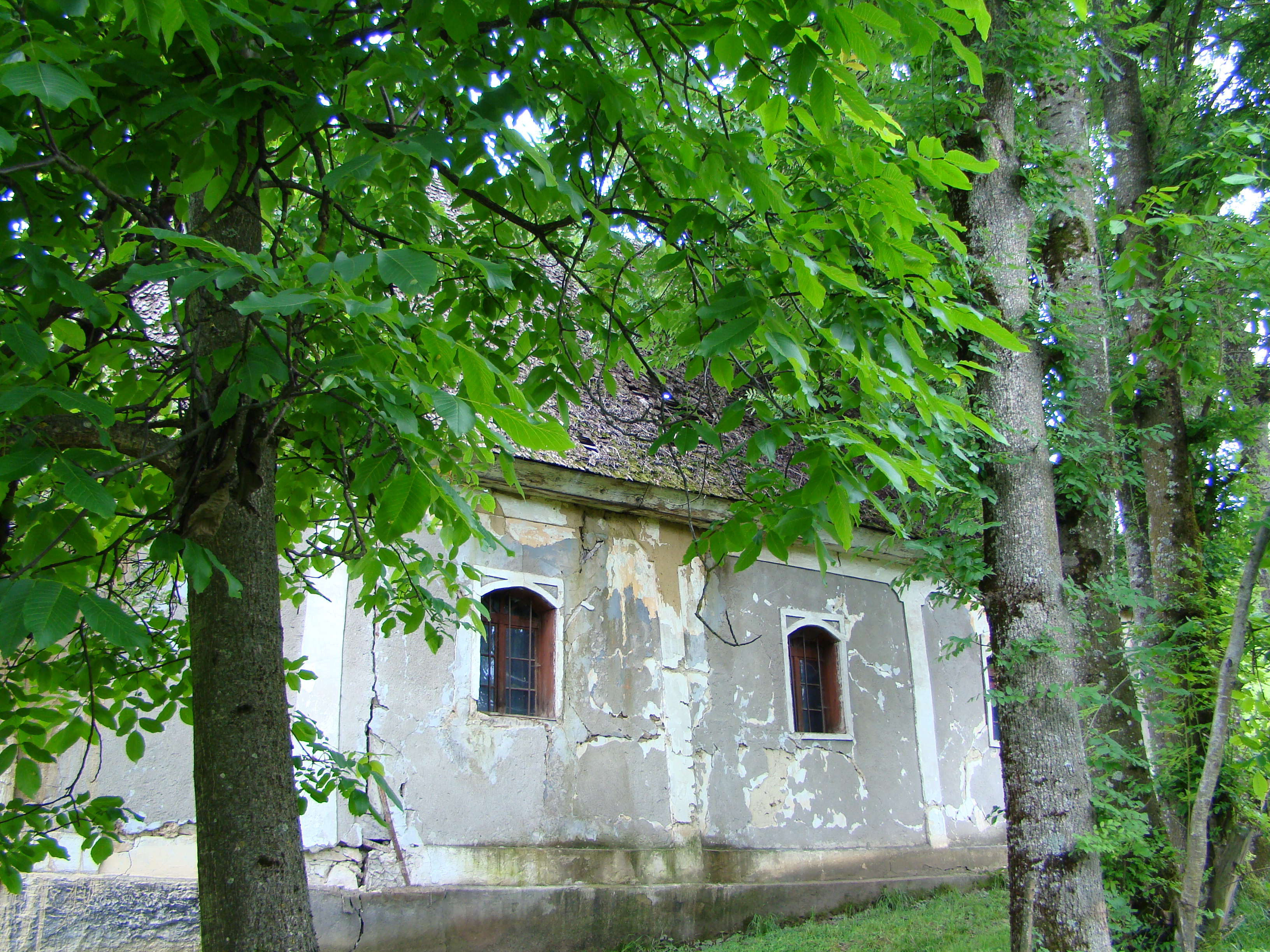
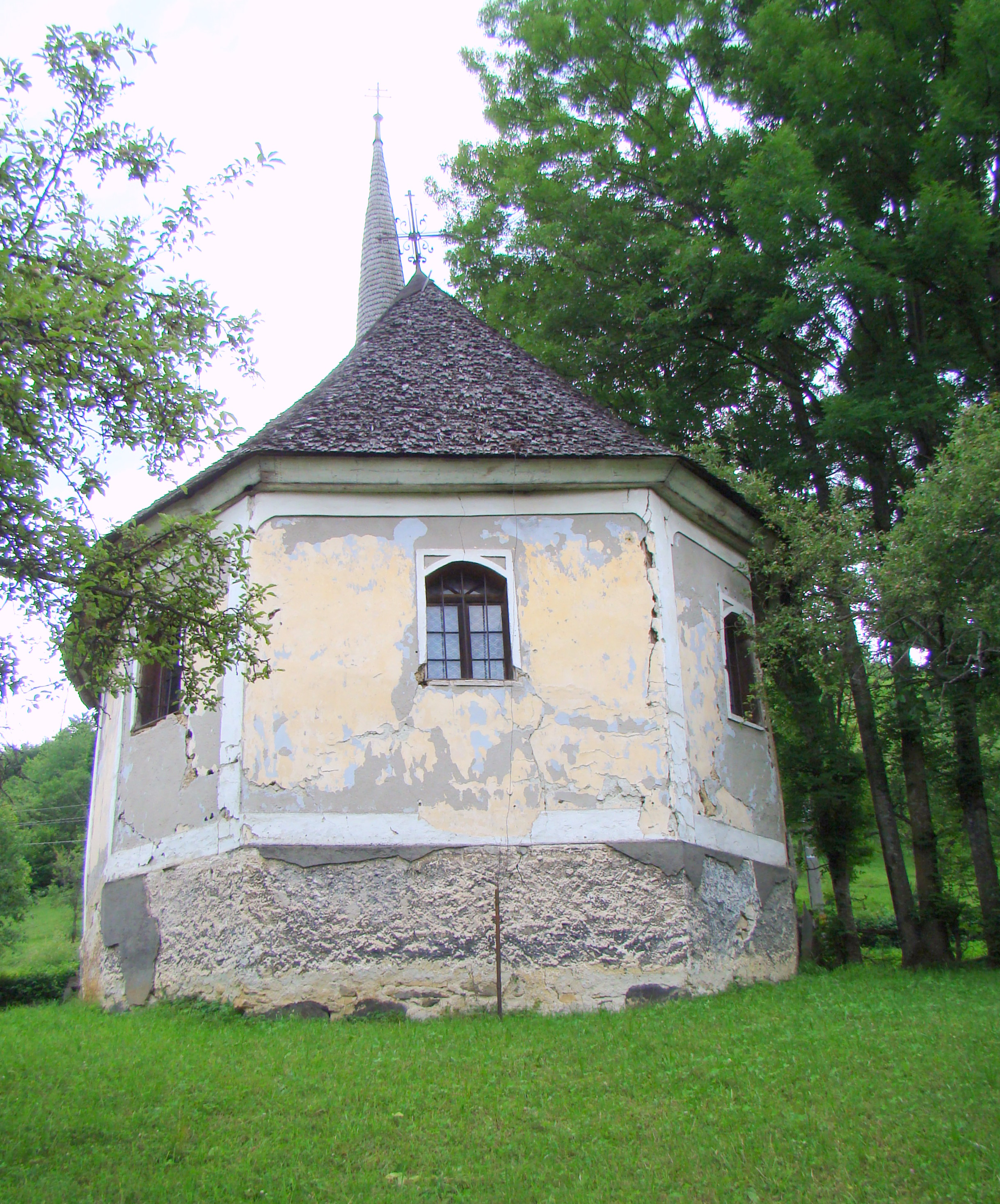
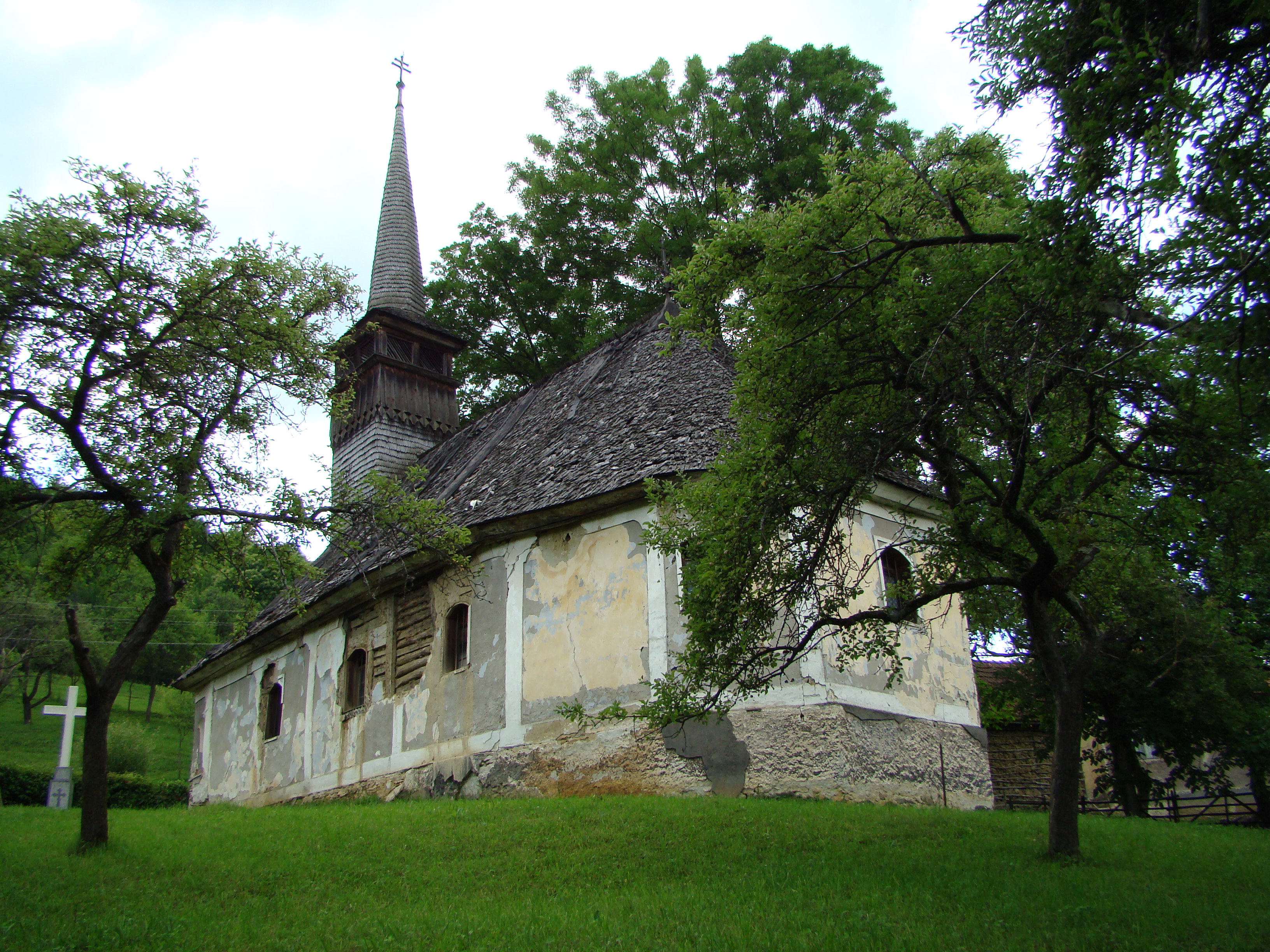
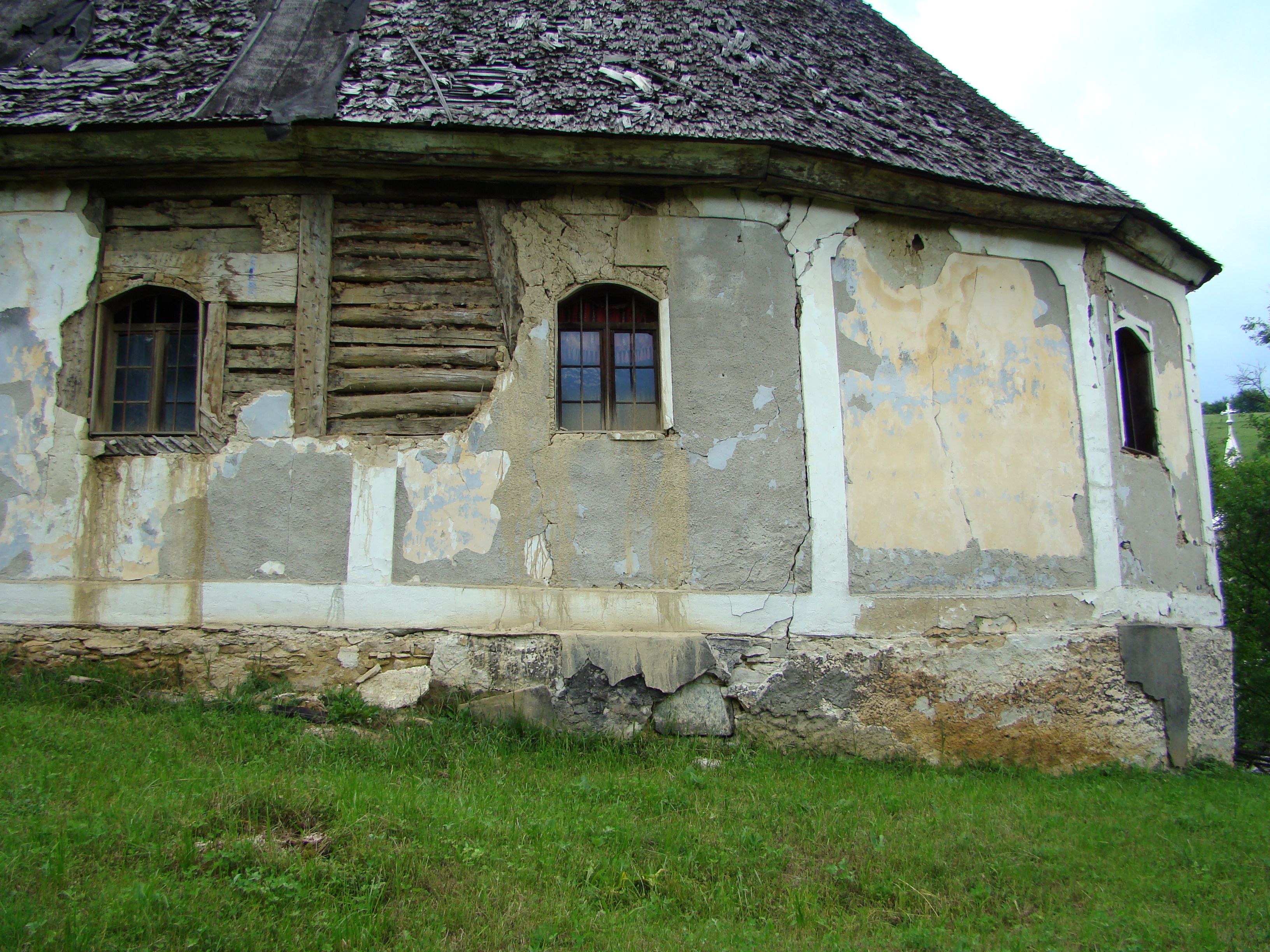

### Biserica din Buteasa în noiembrie 2018

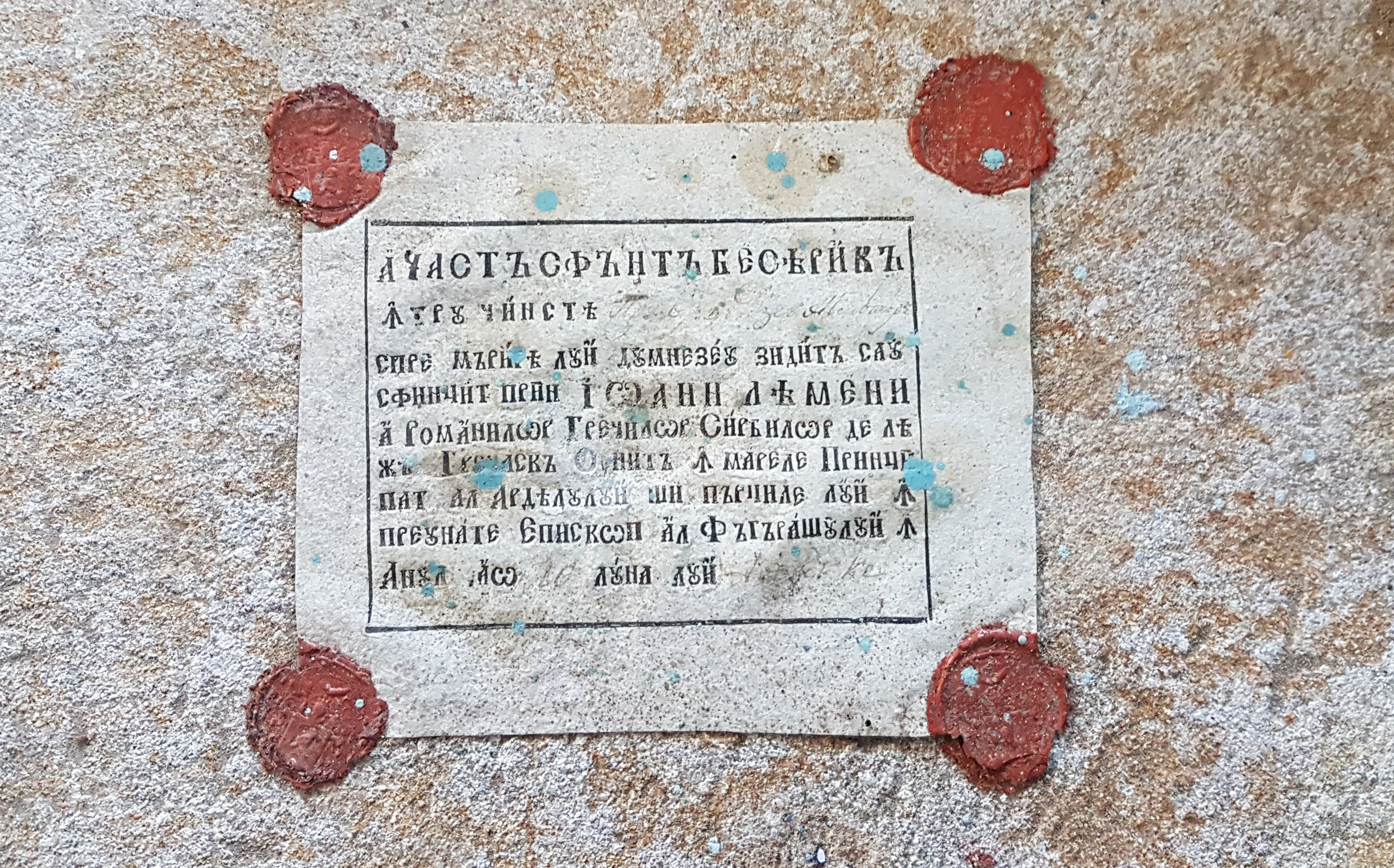
„Această Sfântă Besearikă întru cinstea ... spre mărirea lui Dumnezeu zidită sau sfințit prin IOANN LEAMENI...”
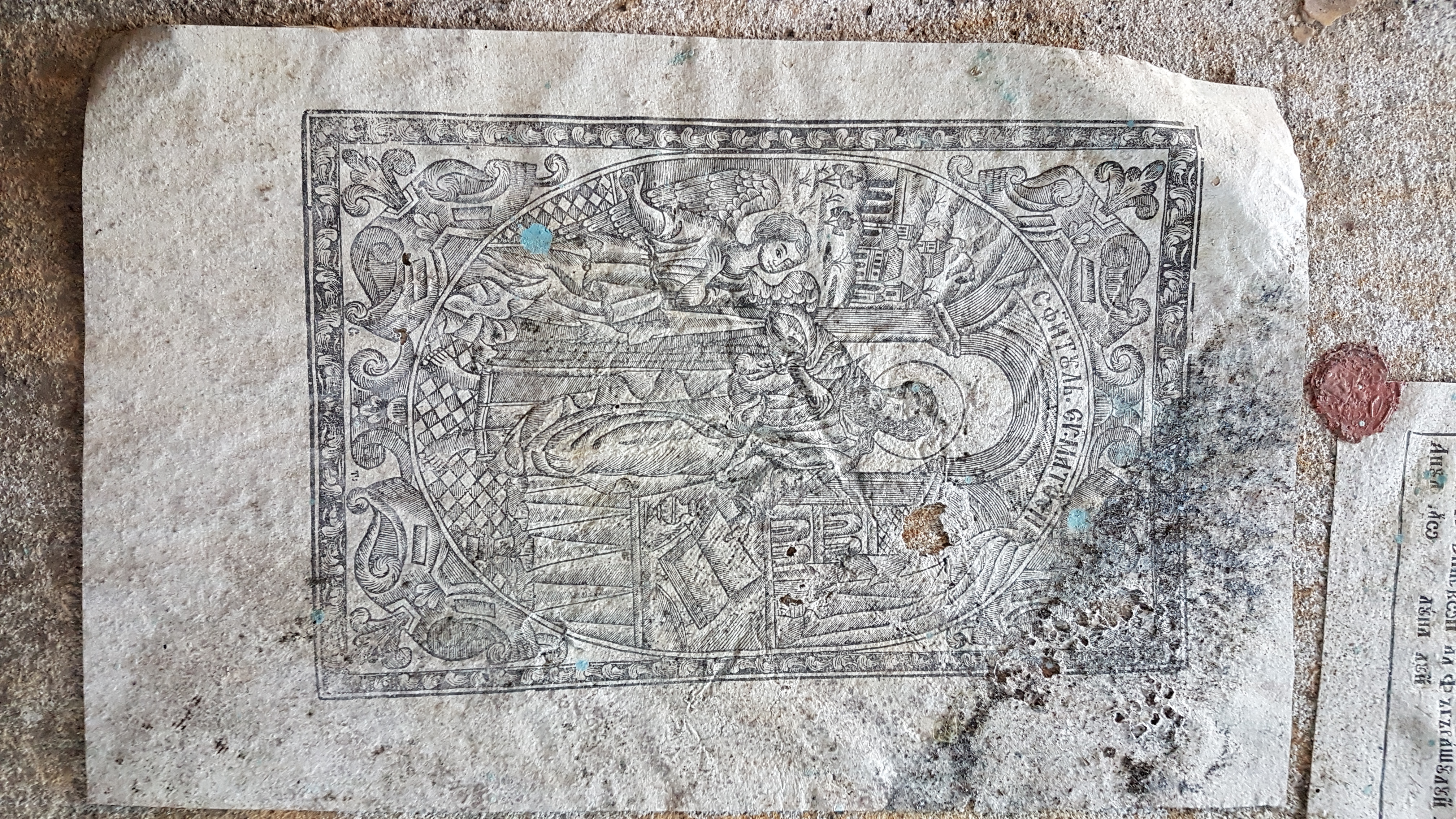
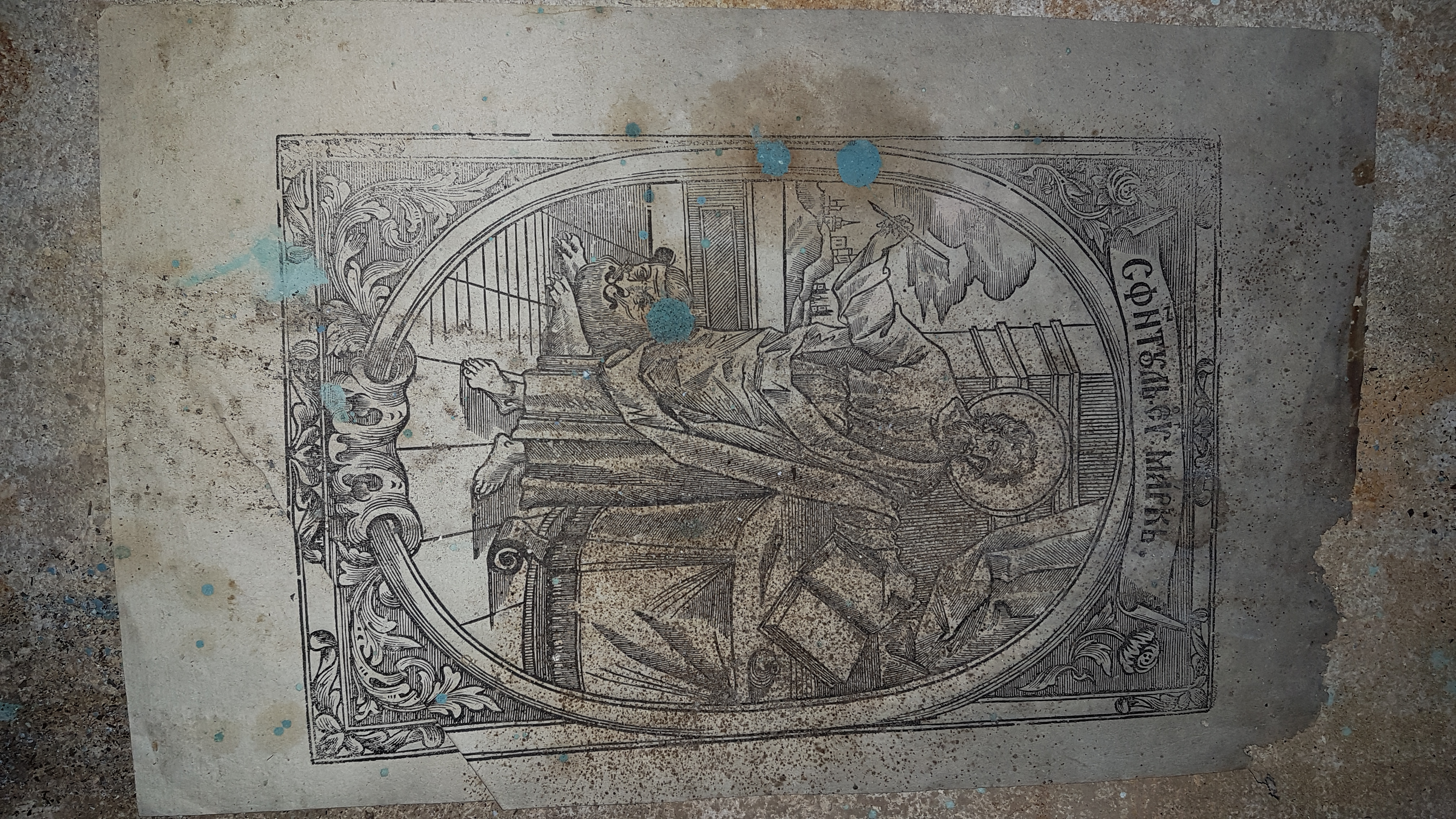
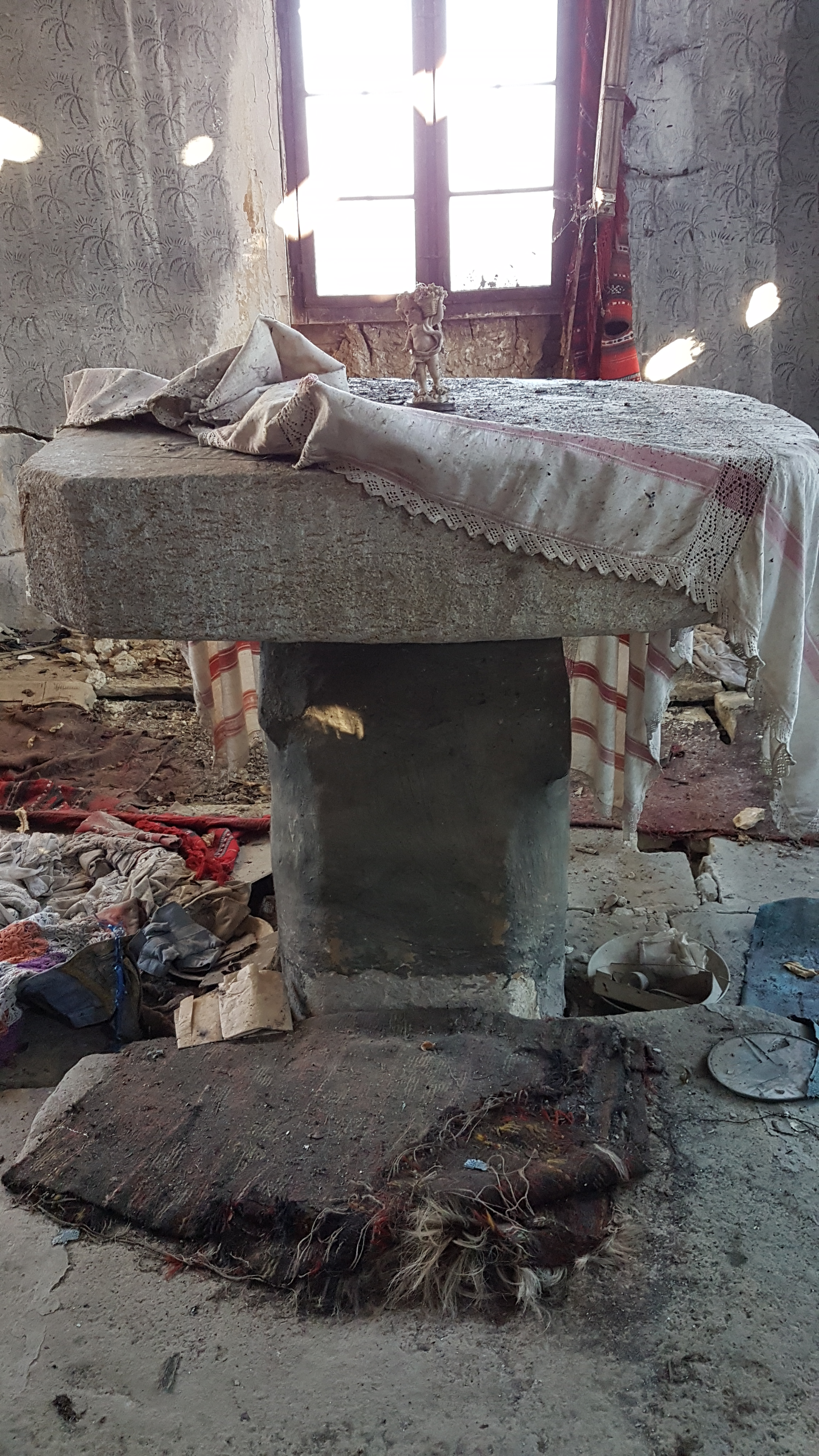
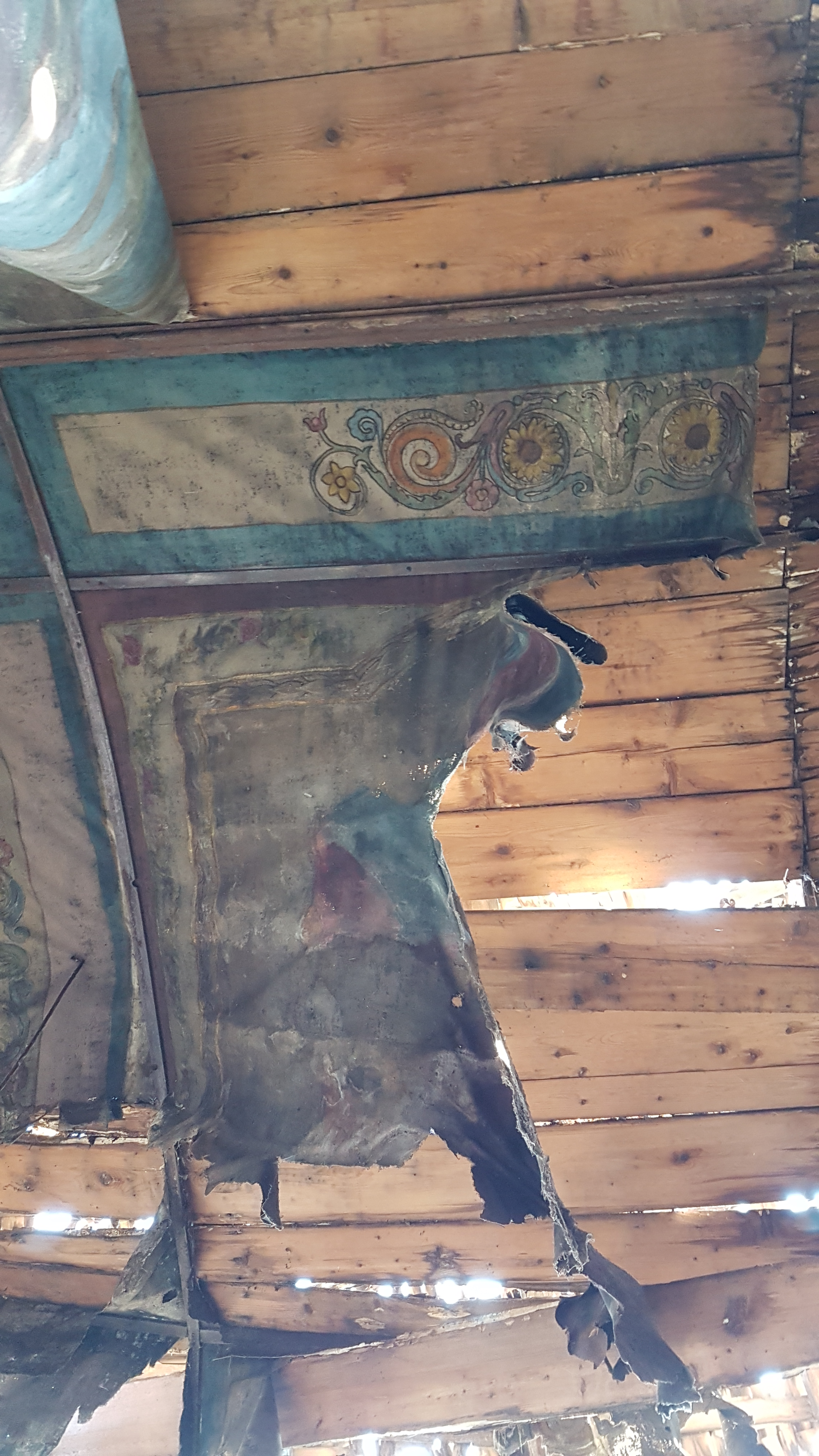
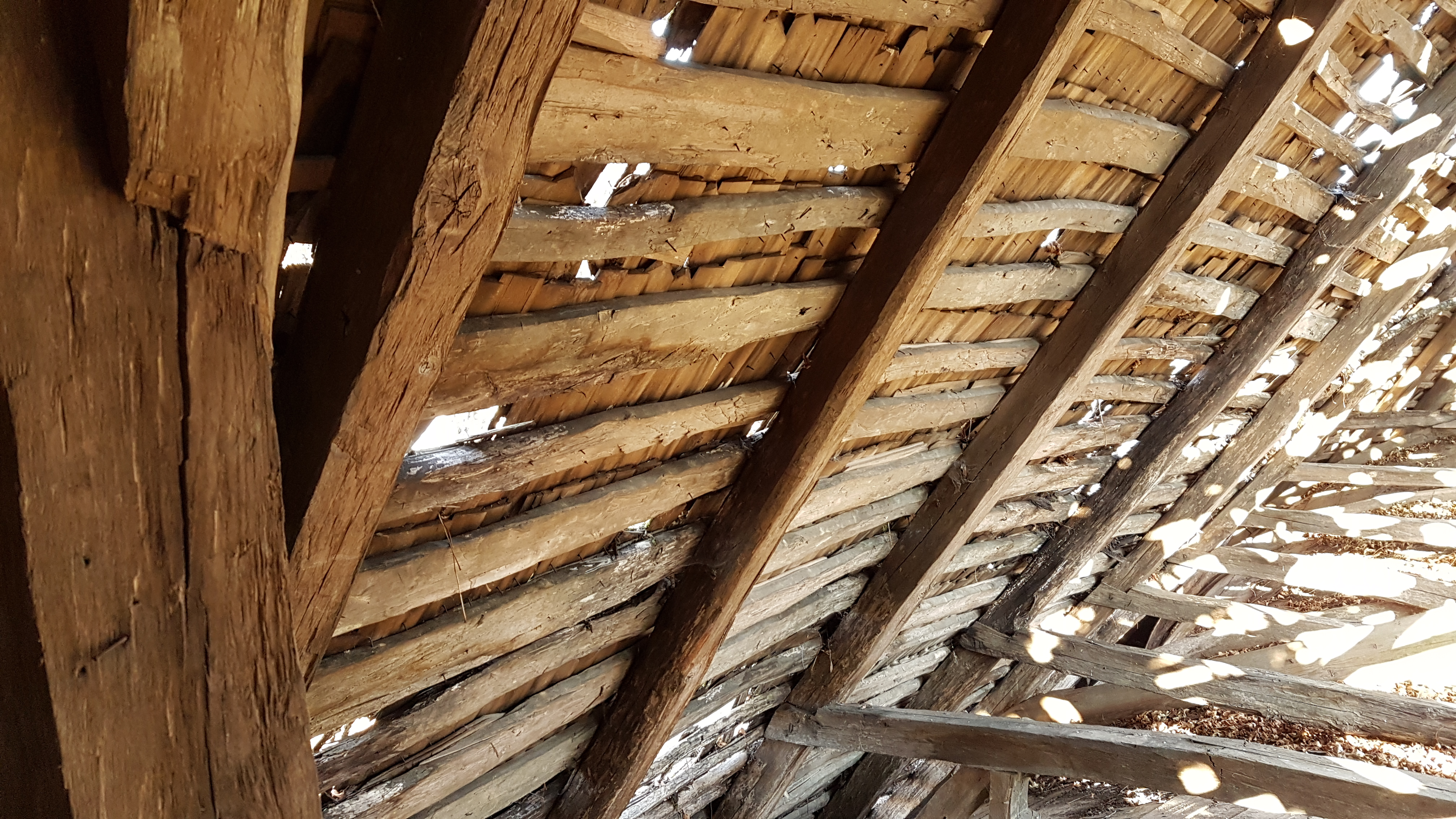
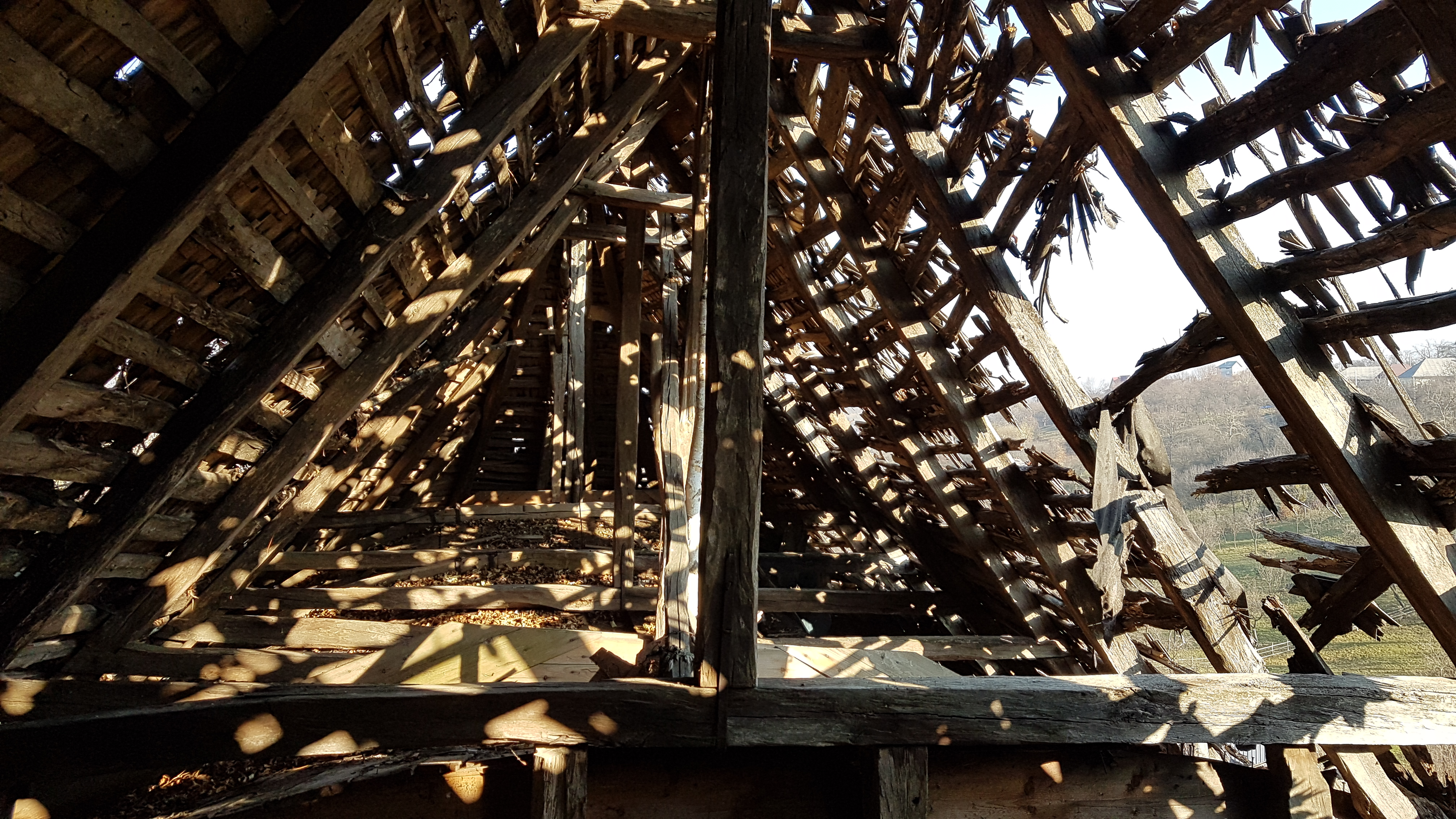
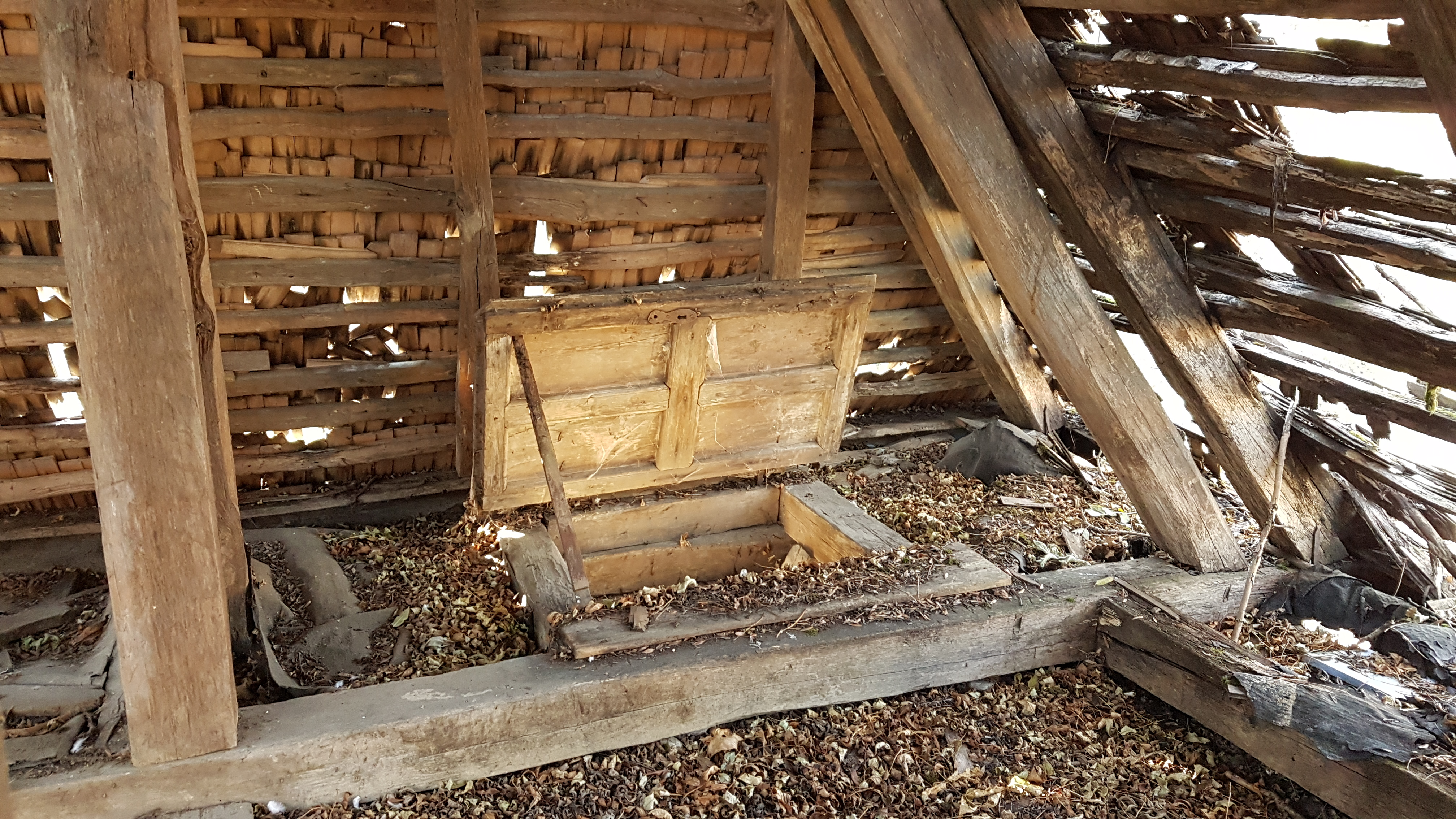
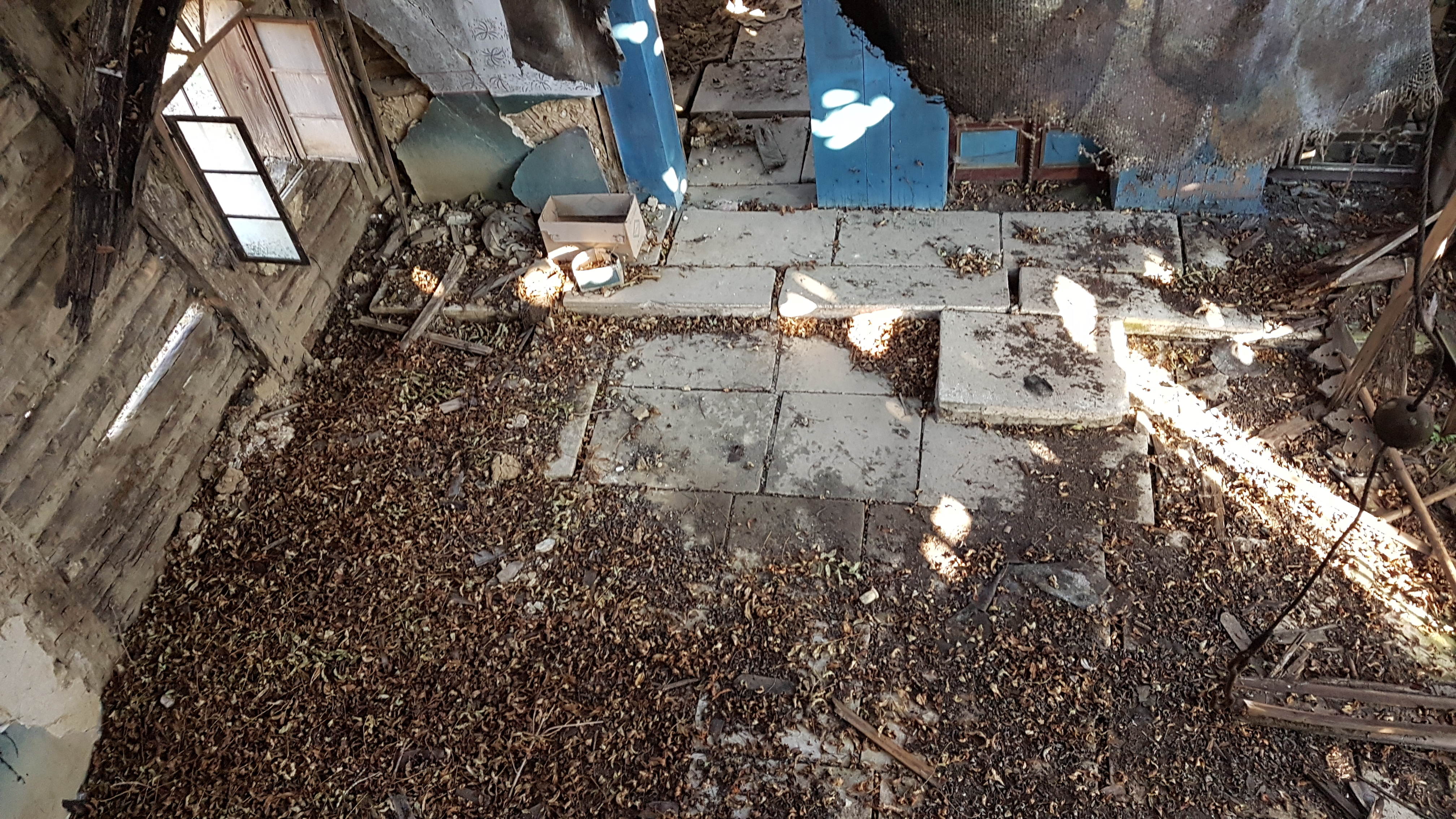
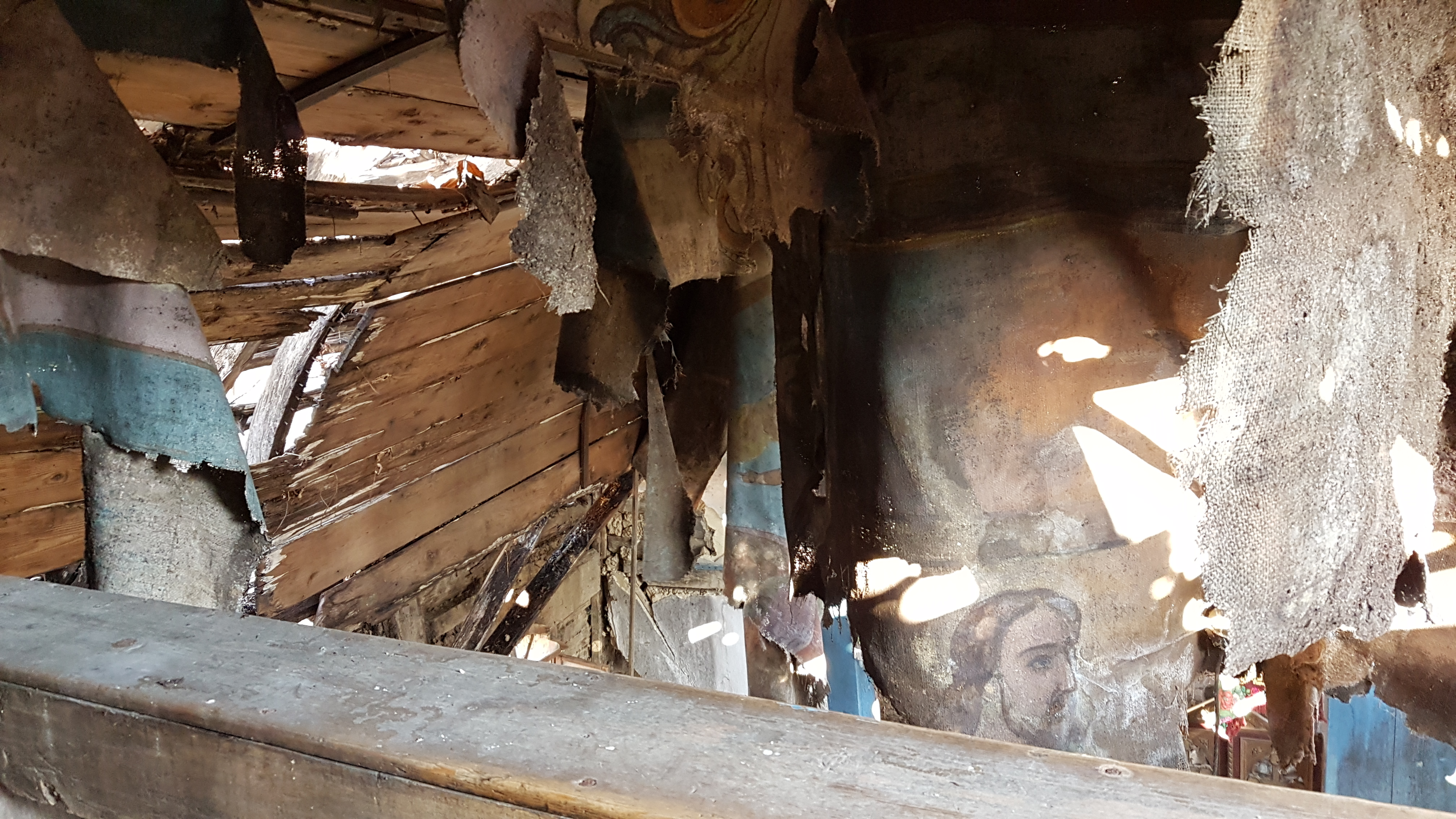
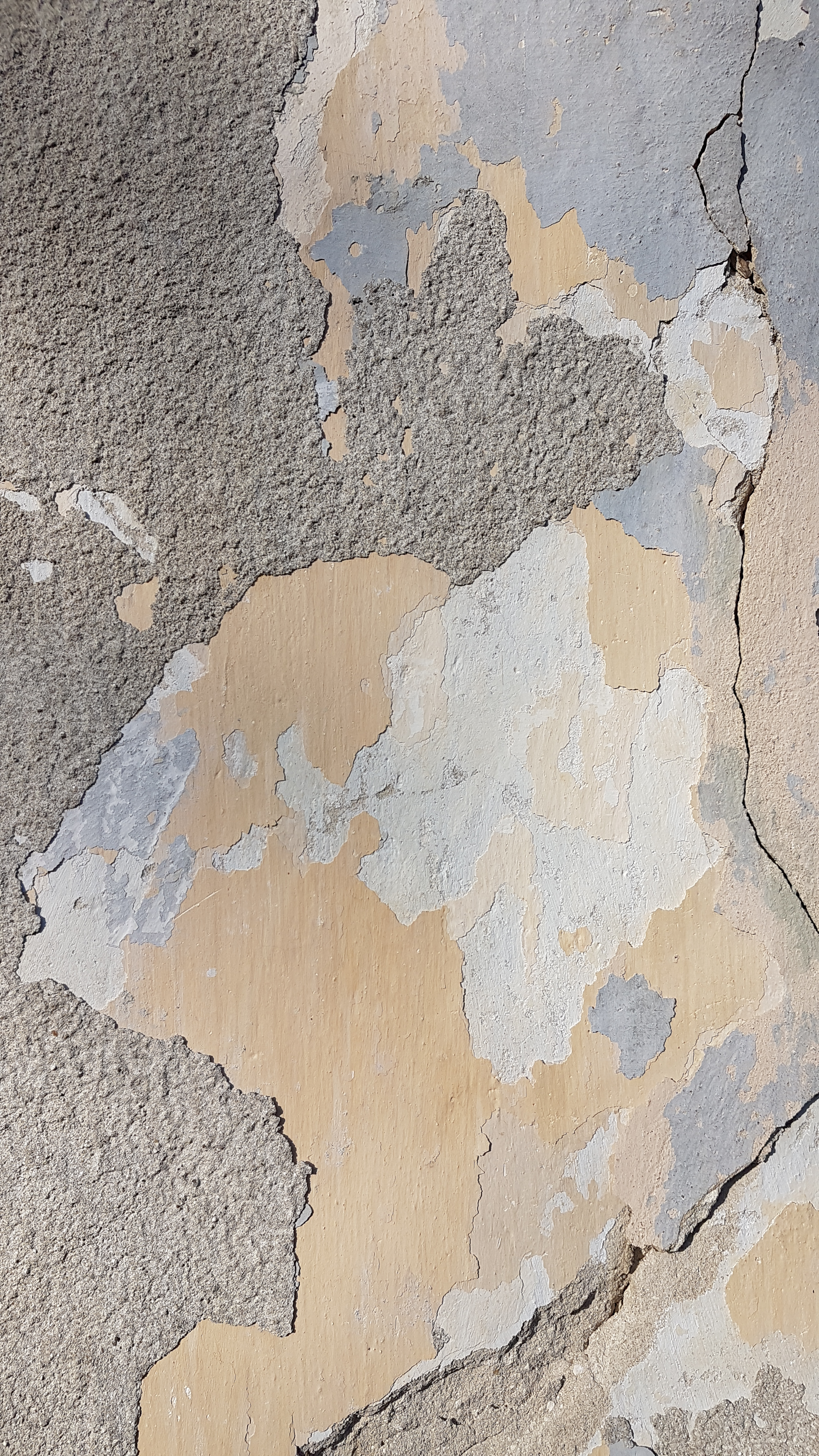
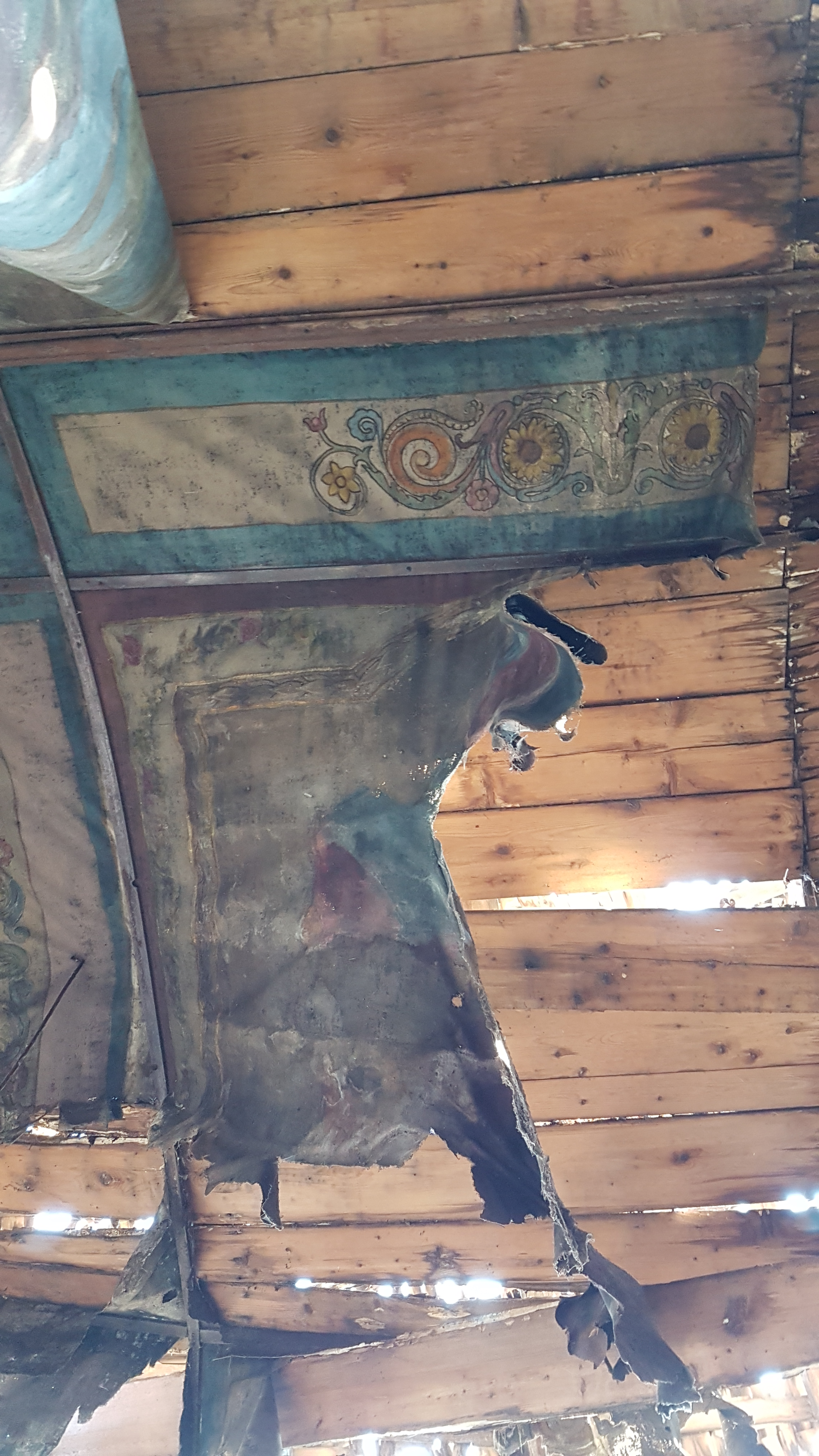
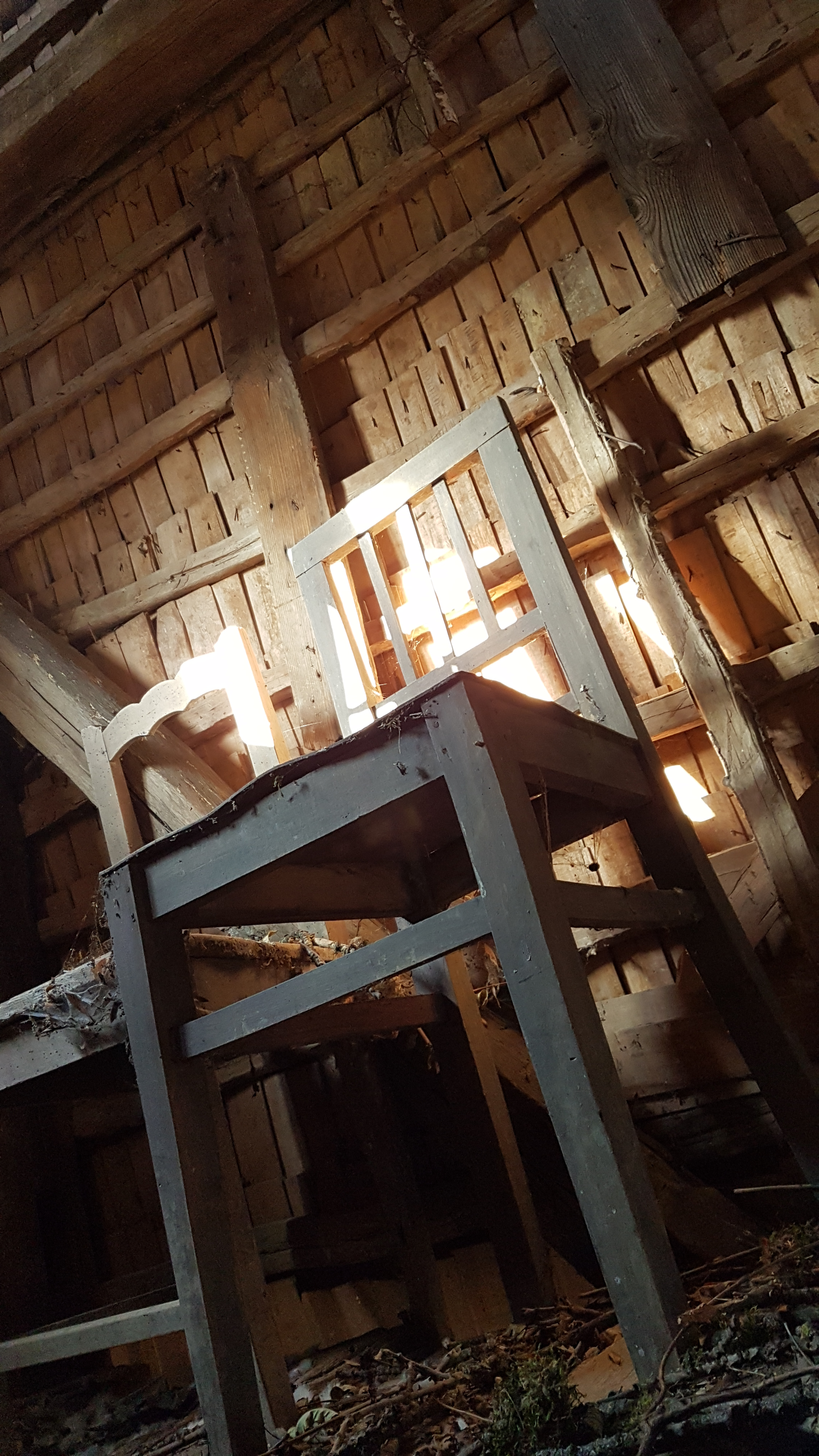
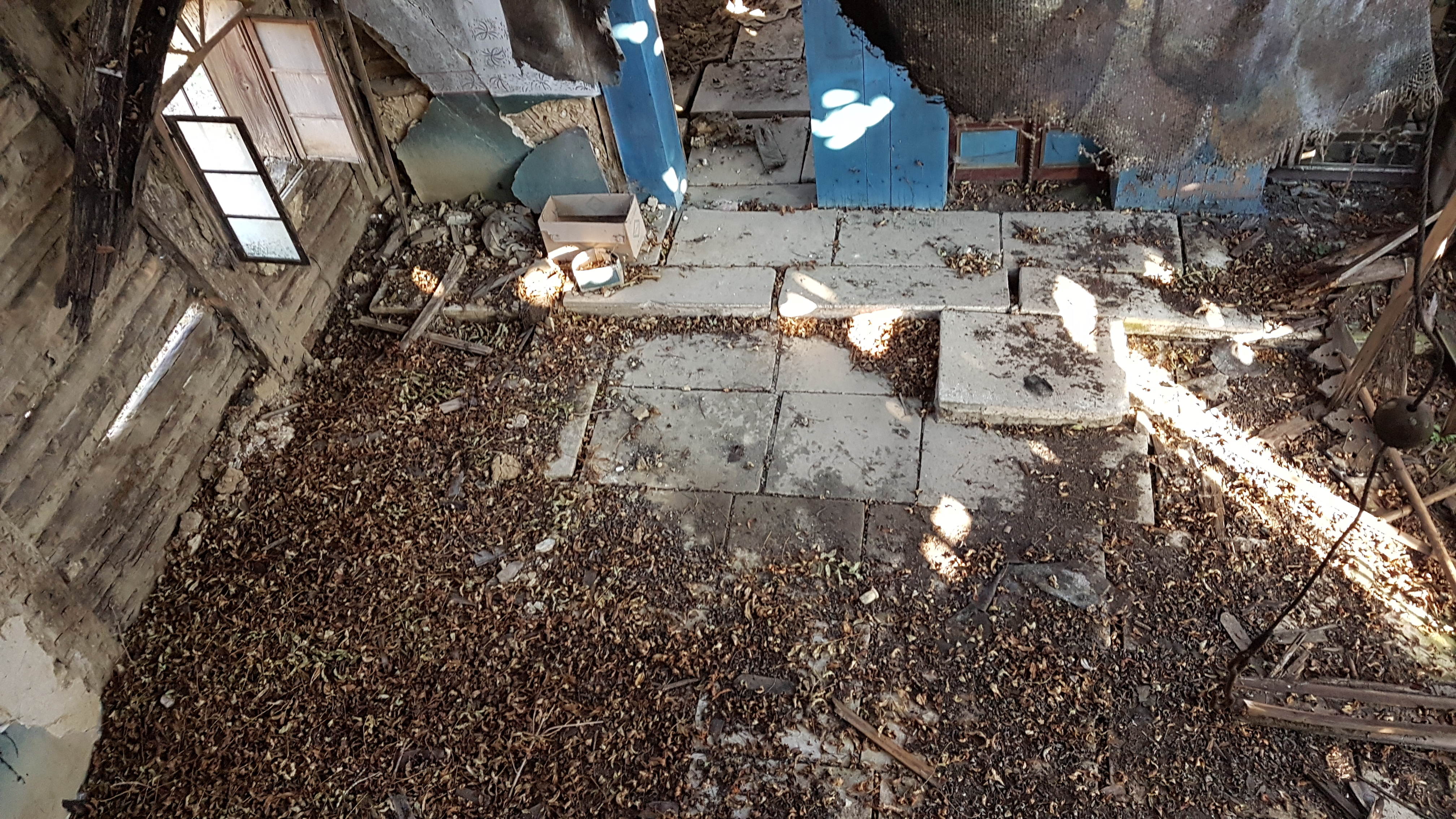
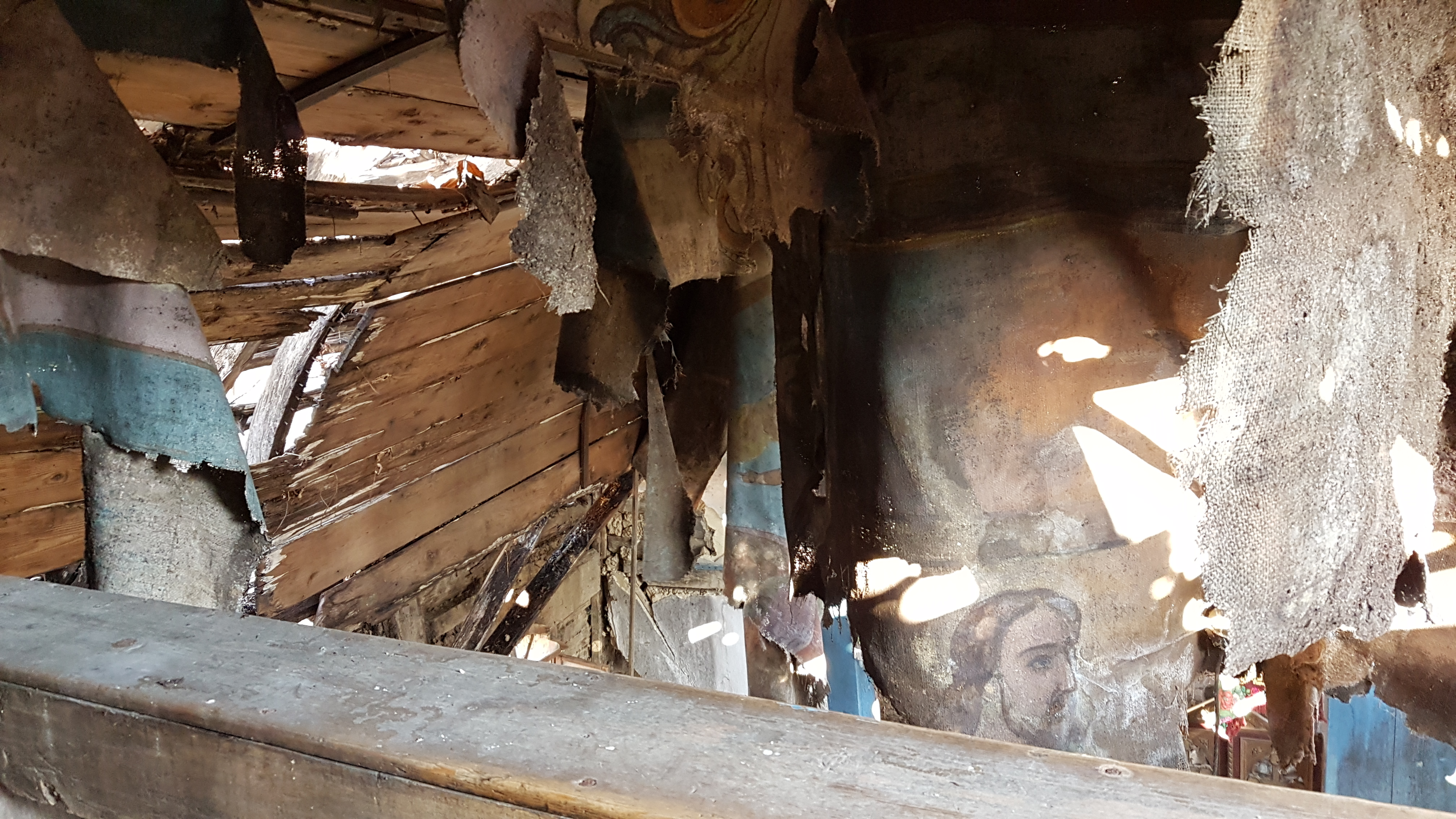
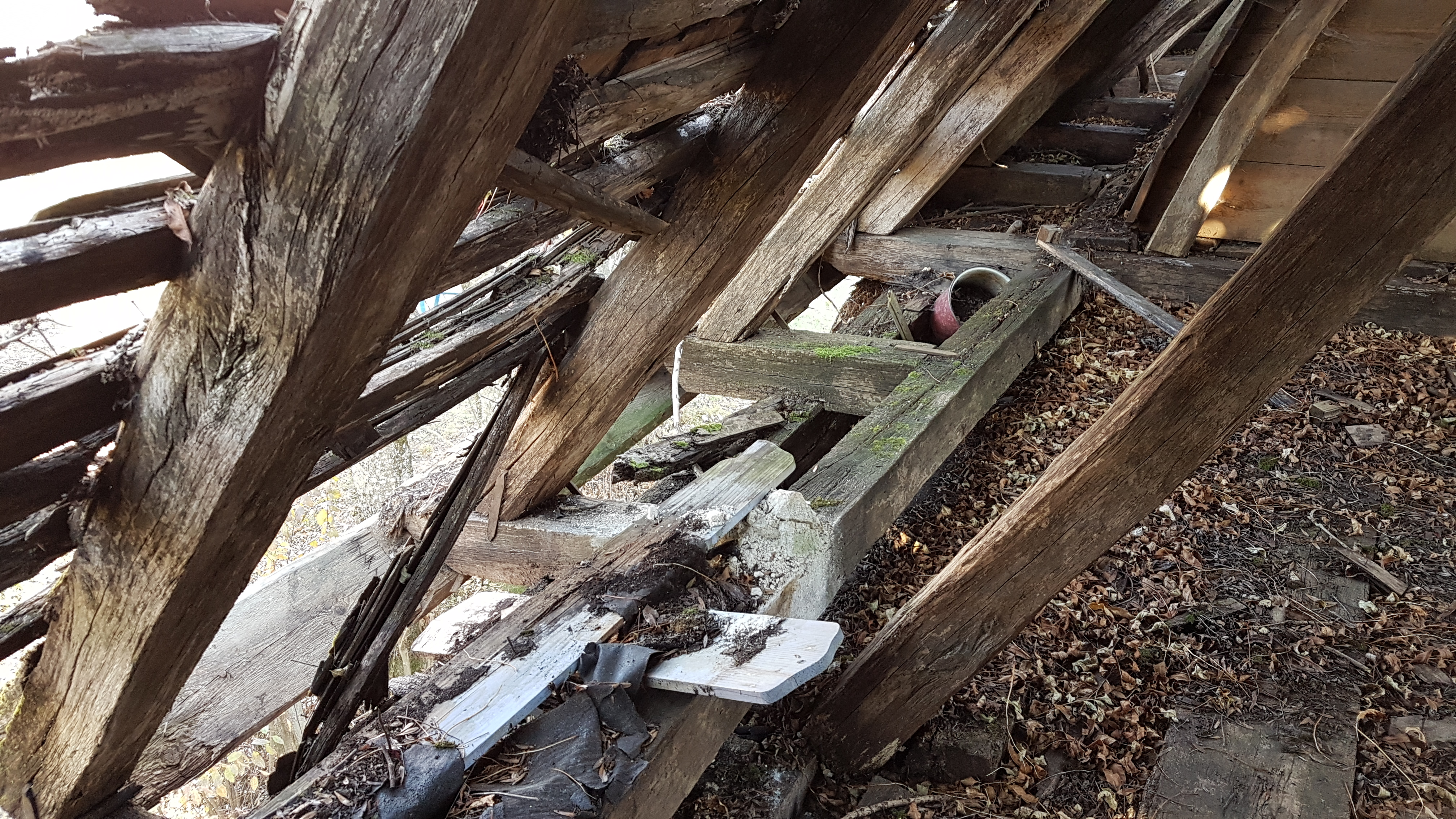
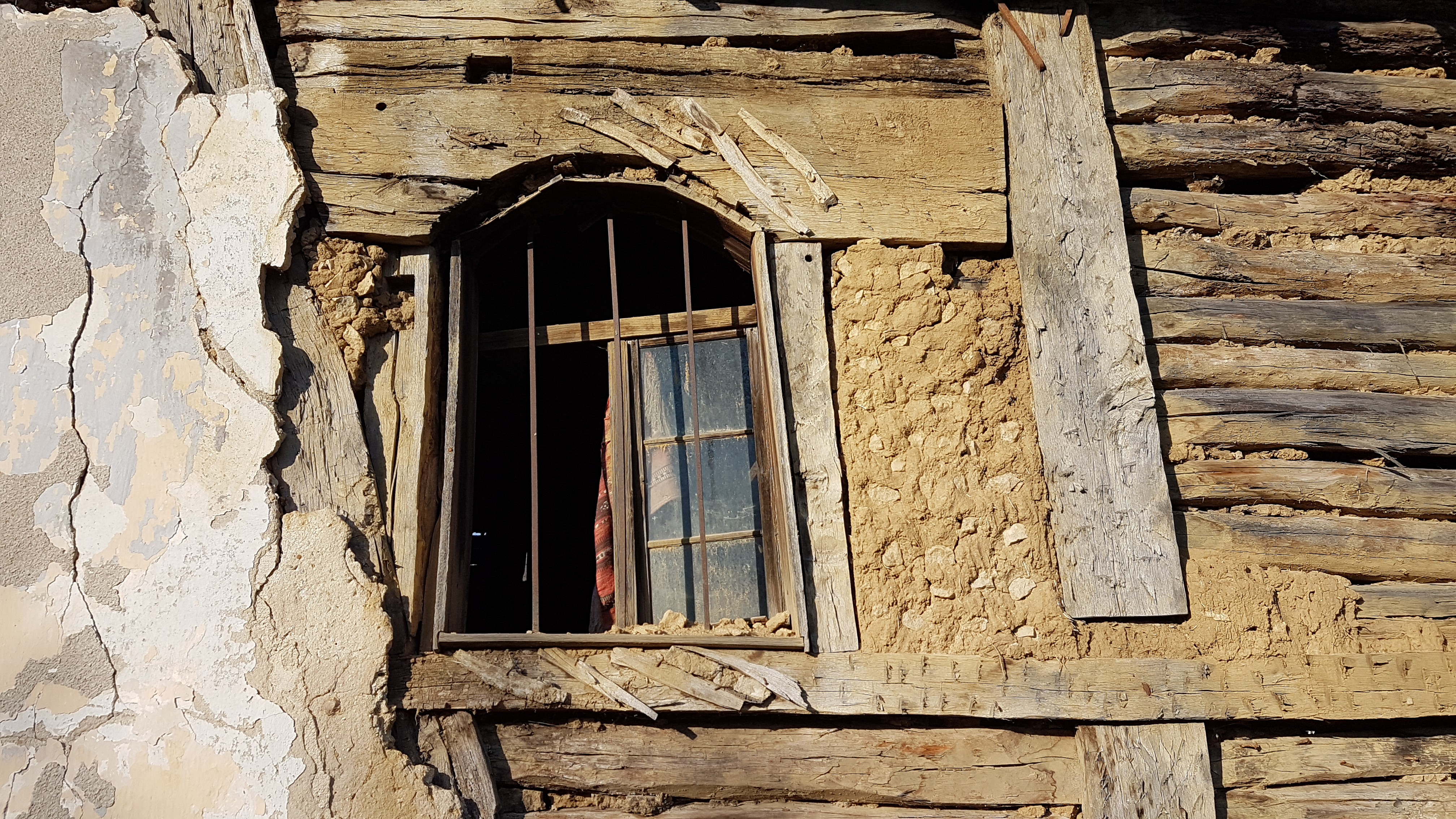
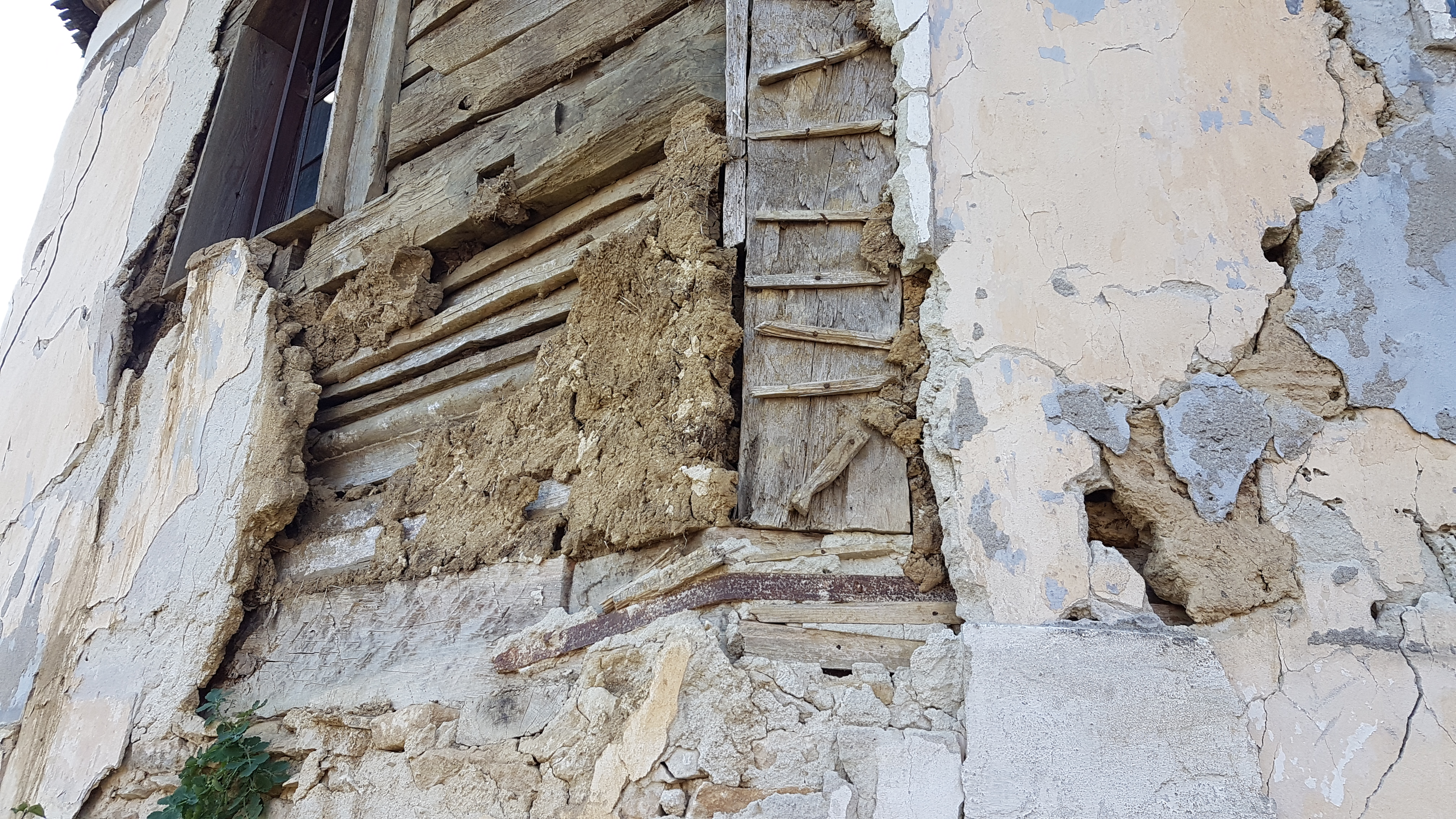
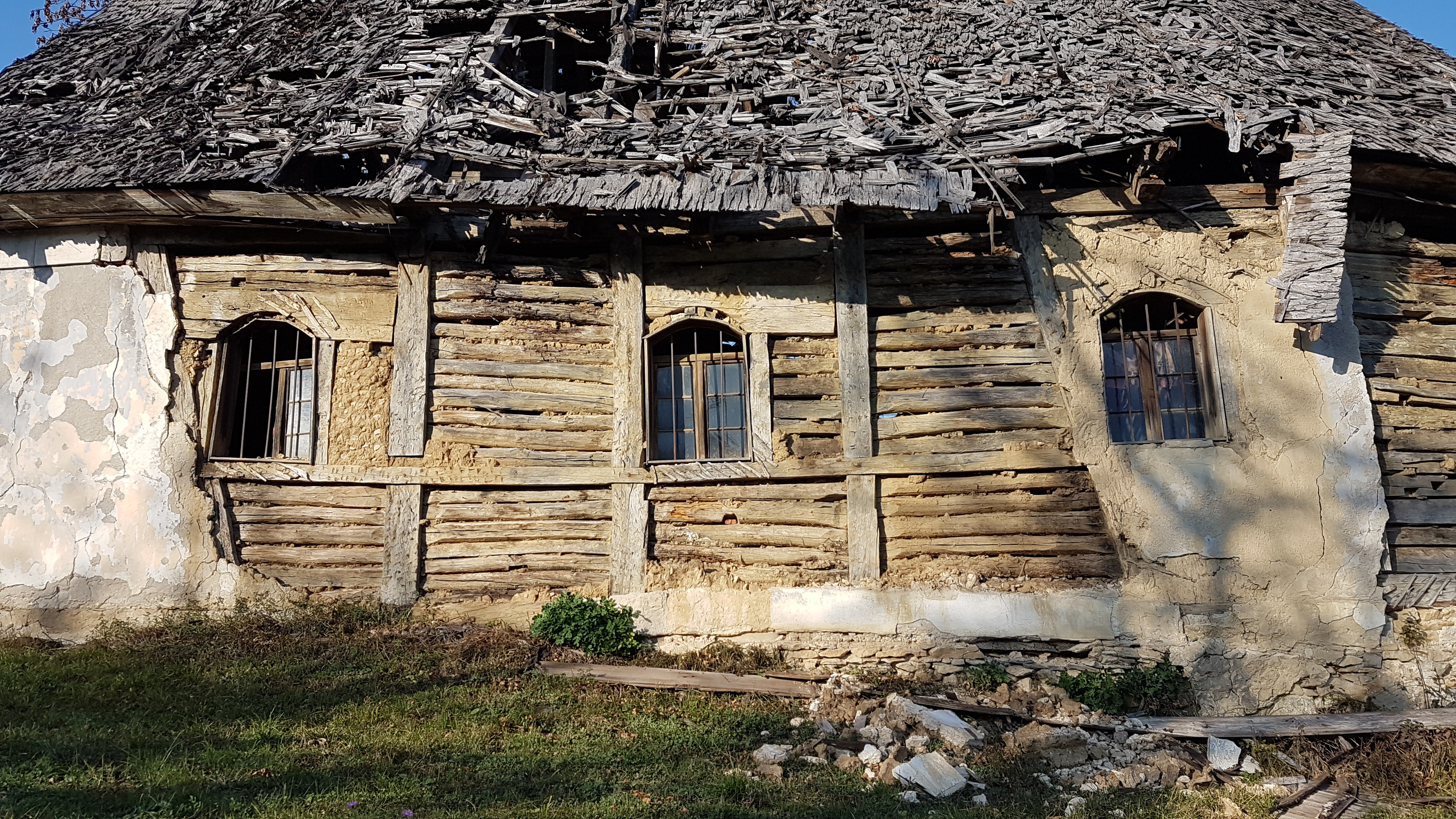
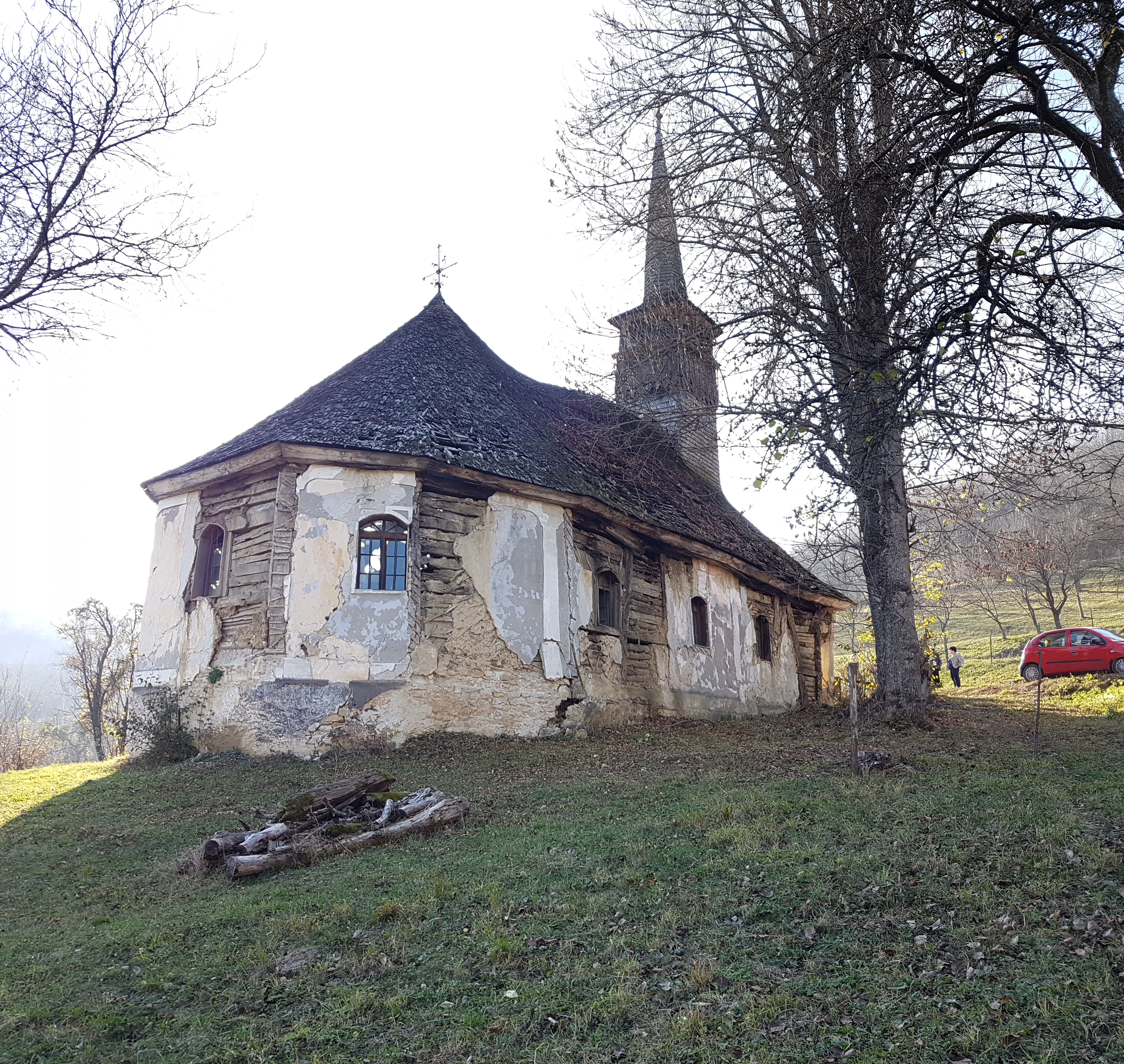
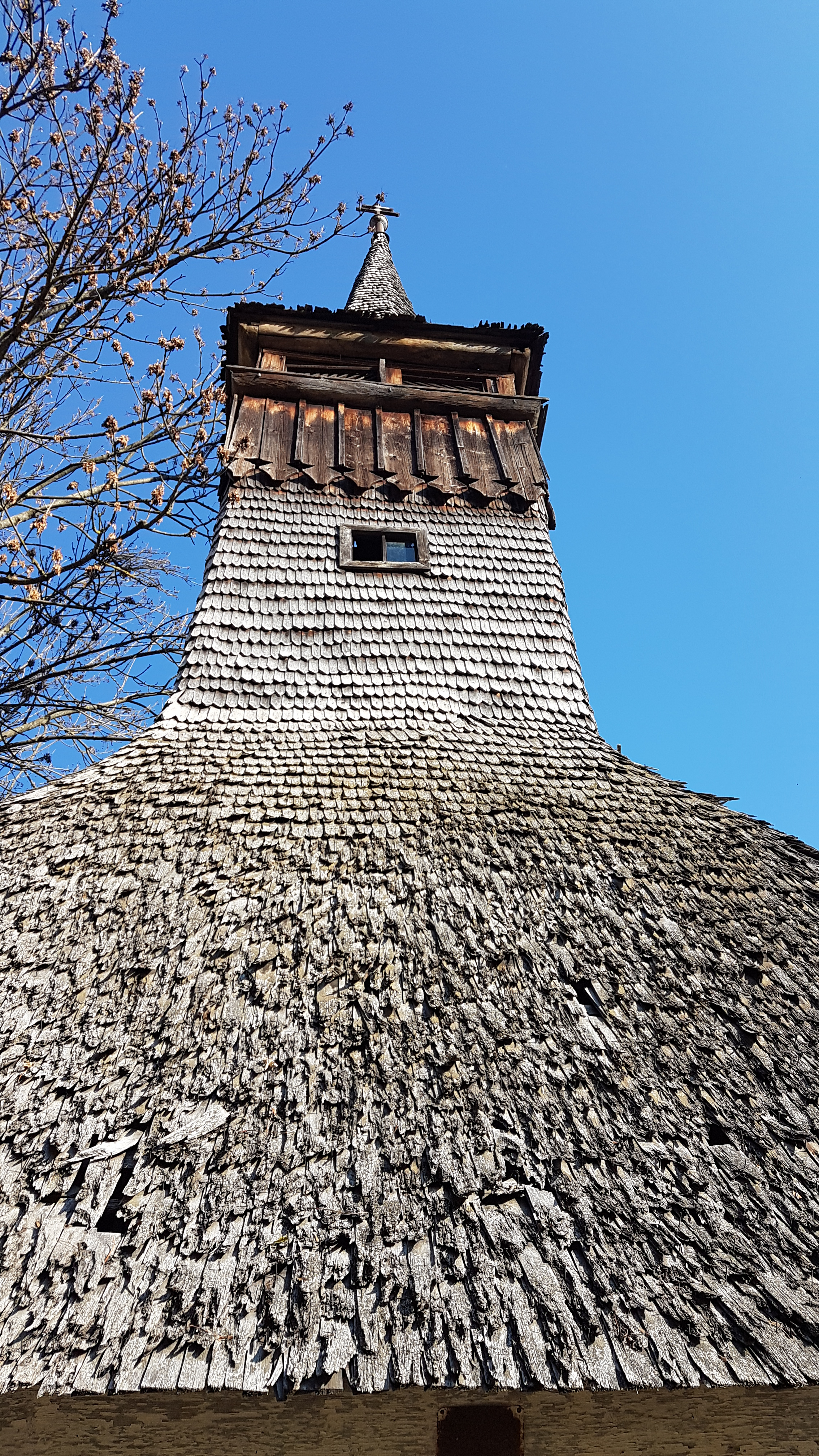
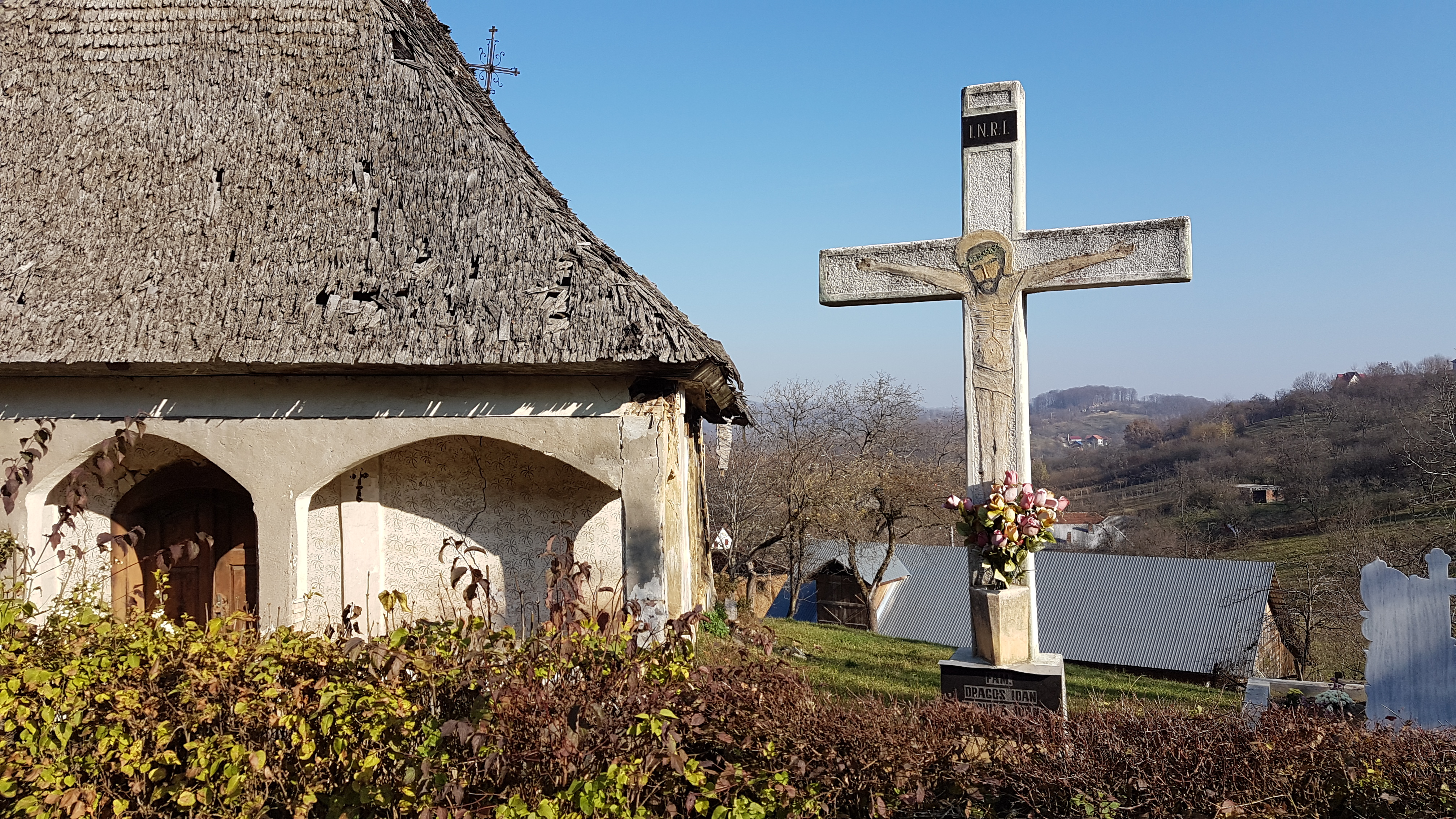
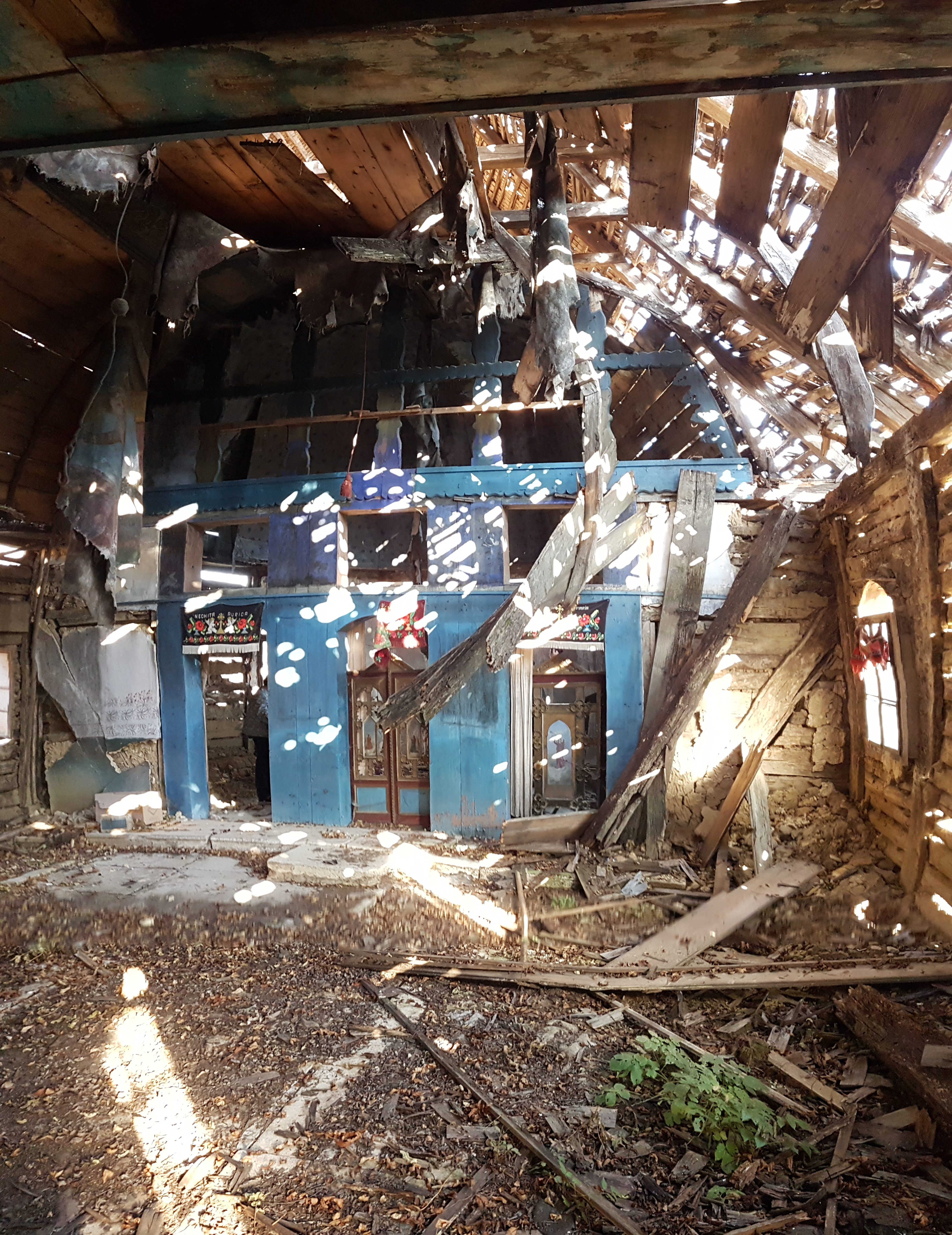
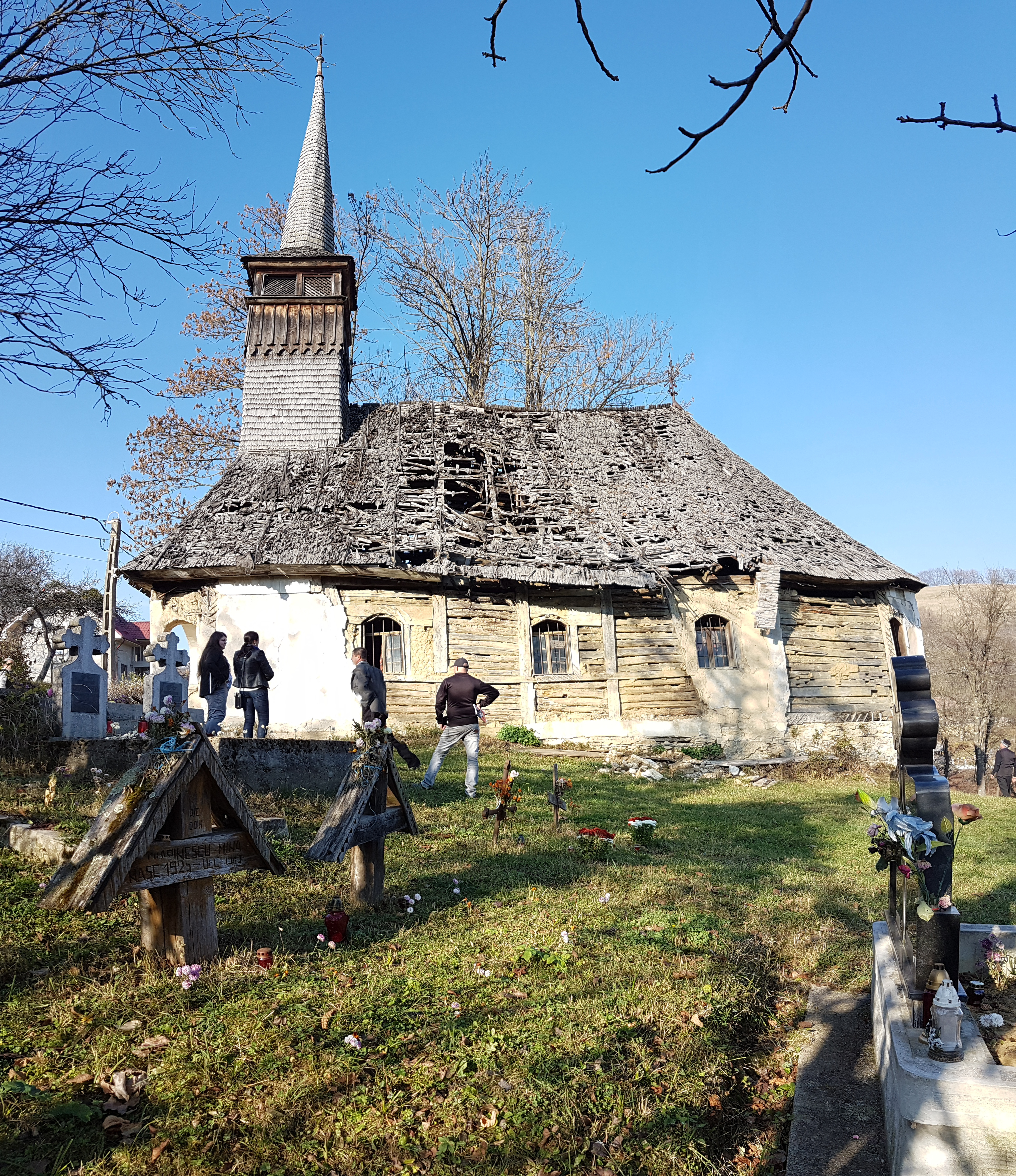
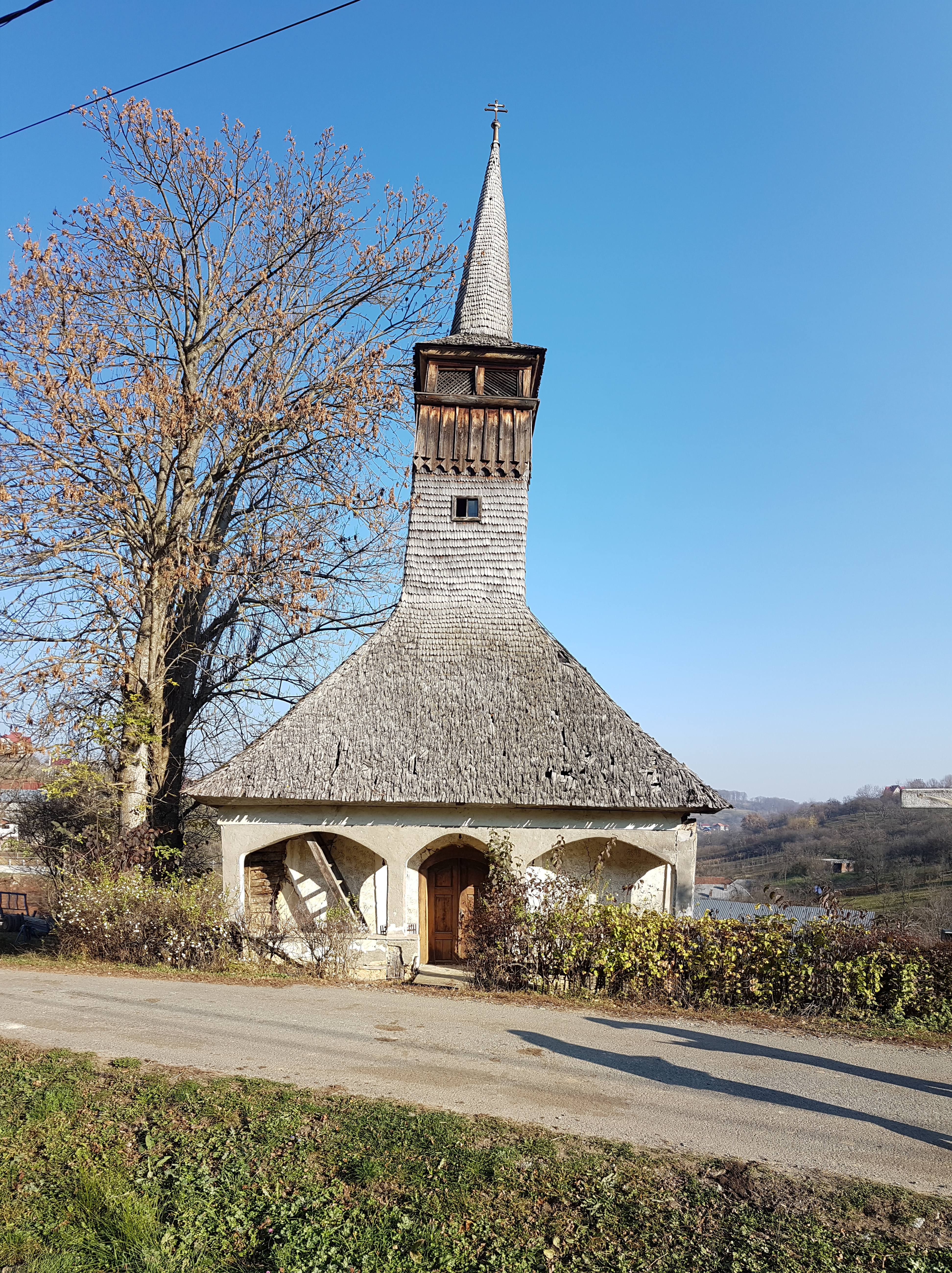